# 앤드루 잭슨 행정부
앤드루 잭슨은 1829년 3월 4일부터 1837년 3월 4일까지 제7대 미국 대통령을 역임했다. 잭슨은 치열한 경쟁을 벌인 1828년 대통령 선거에서 현직 대통령 존 퀸시 애덤스를 물리치고 취임했다. 1828년 대통령 선거 운동 기간 동안 잭슨은 그의 대통령 재임 기간 동안 민주당으로 통합되는 정치 세력을 창설했다. 잭슨은 1832년에 국민공화당 후보 헨리 클레이 시니어를 큰 표차로 물리치고 재선에 성공했다. 그는 1836년 대통령 선거에서 당선된 자신의 후계자이자 부통령이었던 마틴 밴 뷰런의 뒤를 이었다.
잭슨 행정부는 국내 정책에서 몇 가지 중요한 발전을 이루었다. 미시시피강 동쪽의 미국 영토에서 미국 원주민 부족의 이주를 강력히 지지했던 잭슨은 "눈물의 길"로 알려진 강제 이주 과정을 시작했다. 그는 연방 정부 직책에 대해 엽관제를 도입하여 후원 권한을 사용하여 강력하고 단합된 민주당을 구축했다. 무효화 위기에 대응하여 잭슨은 연방 군대를 사우스캐롤라이나로 파견하겠다고 위협했지만, 1833년 관세법의 통과로 위기는 해소되었다. 그는 미국 제2은행과 오랜 투쟁을 벌였는데, 그는 이 은행을 엘리트주의의 반민주적 요새로 보았다. 잭슨은 "은행 전쟁"에서 승리했으며 미국 제2은행의 연방 헌장은 1836년에 만료되었다. 은행의 파괴와 잭슨의 경화 정책은 1837년 공황에 기여했다. 잭슨 행정부 동안 외교는 국내 문제보다 덜 중요했지만, 잭슨은 외국 강대국들과 수많은 상업 조약을 추구했으며 텍사스 공화국의 독립을 인정했다.
잭슨은 1830년대 가장 영향력 있고 논란이 많은 정치인이었으며, 그의 두 번의 대통령 임기는 "잭슨 시대"로 알려진 미국 공공 담론의 25년 시대를 위한 분위기를 조성했다. 역사학자 제임스 셀러스는 "앤드루 잭슨의 탁월한 인물상은 그 자체로 그를 미국 역사상 가장 논란이 많은 인물 중 한 명으로 만들기에 충분했다"고 언급했다. 그의 행동은 그의 정치적 반대자들이 은행업 지원, 제조업 수입품에 대한 관세, 운하 및 항구와 같은 내부 개선을 통해 경제를 현대화하기 위한 연방 권력 사용을 지지하는 휘그당으로 통합되도록 장려했다. 모든 대통령 평판 중에서 잭슨의 평판은 아마도 요약하거나 설명하기 가장 어려울 것이다. 그의 대통령 재임 1세대 후 전기 작가 제임스 파튼은 그의 평판이 모순덩어리라고 보았다. "그는 독재자이거나 민주주의자, 무지한 사람이거나 천재, 사탄이거나 성인이었다." 1948년부터 2009년까지 실시된 역사학자와 정치 과학자 13개 여론 조사는 잭슨을 항상 10위권 이내 또는 그 근처에 순위를 매겼다.

## 1828년 선거

"앤드루 잭슨 장군의 피 묻은 행적에 대한 몇 가지 이야기," c. 1828

1828년 선거는 4년 전 1824년 대통령 선거에서 맞붙었던 잭슨과 존 퀸시 애덤스의 재대결이었다. 잭슨은 1824년 선거에서 선거인단 다수표를 얻었지만, 필요한 과반수를 얻지 못했으며, 애덤스, 전쟁부 장관 윌리엄 H. 크로퍼드, 하원 의장 헨리 클레이 시니어도 상당한 득표를 얻었다. 수정헌법 제12조의 규칙에 따라 미국 하원은 조건부 선거를 실시했다. 하원은 애덤스를 대통령으로 선출했다. 잭슨은 하원 투표가 애덤스와 클레이 사이의 "부패한 거래"의 결과라고 비난했는데, 클레이는 애덤스가 1825년 3월에 퇴임하는 제임스 먼로 대통령의 뒤를 이은 후 애덤스의 국무장관이 되었다.
잭슨은 1828년 선거보다 3년 이상 앞선 1825년 10월 테네시 주의회에 의해 대통령 후보로 지명되었다. 이는 대통령 역사상 가장 빠른 지명이었으며, 잭슨의 지지자들이 1824년 선거가 끝나자마자 1828년 선거 운동을 시작했음을 증명하는 것이었다. 애덤스 행정부는 새로운 대중 정치 시대에 그의 야심찬 의제가 좌절되면서 어려움을 겪었다. 잭슨이 이끄는 비판론자들은 애덤스의 정책을 연방 권력의 위험한 확장으로 공격했다. 1824년 선거에서 크로퍼드의 저명한 지지자였던 마틴 밴 뷰런 상원의원은 애덤스 정책의 가장 강력한 반대자 중 한 명으로 떠올랐고, 1828년 선거에서 잭슨을 선호하는 후보로 정했다. 잭슨은 또한 주권론을 바탕으로 애덤스의 의제 대부분에 반대했던 존 캘훈 부통령의 지지를 얻었다. 밴 뷰런과 다른 잭슨 지지자들은 전국에 수많은 친잭슨 신문과 클럽을 설립했으며, 잭슨은 자신의 허미티지 농장에서 방문객들을 만났다.

1828년 선거 결과

1828년 선거 운동은 매우 개인적인 것이었다. 당시 관례에 따라 두 후보 모두 개인적으로 선거 운동을 하지 않았지만, 그들의 정치적 추종자들은 많은 선거 운동 행사를 조직했다. 잭슨은 노예 상인으로 공격받았고, 그의 행동은 관짝 전단지와 같은 팸플릿에서 공격받았다. 레이첼 잭슨도 잦은 공격의 표적이 되었고, 잭슨과의 결혼에 대한 논란의 여지가 있는 상황을 언급하며 중혼죄로 널리 비난받았다.
공격에도 불구하고, 1828년 선거에서 잭슨은 압도적인 56%의 득표율과 68%의 선거인단 득표율로 뉴잉글랜드를 제외한 대부분의 주에서 승리했다. 동시 의회 선거에서도 잭슨의 지지자들은 양원 모두에서 명목상 과반수를 차지했지만, 잭슨 지지자로 선거 운동을 했던 많은 이들은 잭슨의 대통령 재임 기간 동안 잭슨과 멀어졌다. 1828년 선거는 민주공화당 (미국)이 분열되면서 일당제 "호감의 시대"의 결정적인 종말을 알렸다. 잭슨의 지지자들은 민주당으로 통합되었고, 애덤스의 추종자들은 국민공화당으로 알려지게 되었다. 레이첼은 선거 기간 동안 상당한 신체적 스트레스를 겪기 시작했고, 남편의 선거 승리 3주 후인 1828년 12월 22일 심장마비로 사망했다. 잭슨은 애덤스 지지자들의 비난이 그녀의 죽음을 앞당겼다고 느꼈고, 애덤스를 용서하지 않았다. 잭슨은 그녀의 장례식에서 "전능하신 하나님께서 그녀를 죽인 자들을 용서하시길 바랍니다"라고 맹세했다. "나는 결코 용서할 수 없습니다."

## 첫 취임식
1829년 3월 4일 잭슨의 첫 취임식은 미국 국회의사당 동쪽 주랑에서 거행된 최초의 행사였다. 격렬한 선거 운동과 상호 적대감 때문에 애덤스는 잭슨의 취임식에 참석하지 않았다. 만 명이 넘는 사람들이 행사를 위해 도시로 모여들었고, 이는 프랜시스 스콧 키로부터 "아름답다. 숭고하다!"라는 반응을 이끌어냈다. 잭슨은 일반 대중을 백악관 취임 축하연에 초대한 최초의 대통령이었다. 많은 가난한 사람들이 손수 만든 옷을 입고 거친 태도로 취임 축하연에 참석했다. 군중은 너무 많아 경비원들이 백악관에서 그들을 막을 수 없었고, 백악관은 사람들로 너무 붐벼 내부의 접시와 장식품이 깨졌다. 잭슨의 시끄러운 대중주의는 그에게 "폭도들의 왕"이라는 별명을 안겨주었다. 애덤스 대통령 재임 기간 동안 수많은 정치적 불일치가 있었고, 잭슨의 대통령 재임 기간 동안에도 계속될 것이었지만, 잭슨은 미국이 주요 경제 또는 외교 정책 위기에 직면하지 않은 시기에 취임했다. 그는 1829년 12월 의회가 소집되기 몇 달 전까지는 국가 부채를 상환하려는 의지를 제외하고는 명확한 정책 목표를 발표하지 않았다.

## 철학
잭슨의 이름은 잭슨 민주주의 또는 정치 권력이 기존 엘리트에서 정당에 기반을 둔 일반 유권자로 이동하면서 민주주의의 변화 및 확장과 관련이 있다. "잭슨 시대"는 국가 의제와 미국 정치를 형성했다. 대통령으로서 잭슨의 철학은 토머스 제퍼슨의 철학과 유사했으며, 그는 혁명 전쟁 세대가 지닌 공화주의적 가치를 옹호했다. 그는 사람들이 "올바른 결론에 도달할" 능력을 믿었고, 그들이 단순히 선출할 권리뿐만 아니라 "그들의 대리인과 대표자에게 지시할" 권리도 가져야 한다고 생각했다. 그는 강력하고 독립적인 미국 연방 대법원의 필요성을 거부하며 "의회, 행정부, 그리고 법원은 각자 헌법에 대한 자신의 의견에 따라 이끌어져야 한다"고 주장했다. 잭슨은 대법원 판사들이 선거에 출마해야 한다고 생각했으며, 민주적 통치를 보장하는 가장 좋은 방법은 엄격한 구성주의라고 믿었다.

## 행정부와 내각
잭슨은 자신의 내각에 당 지도자들을 선택하는 대신, 자신이 통제하려는 "평범한 사업가"들을 선택했다. 국무장관과 재무장관이라는 핵심 직책에는 뉴욕의 마틴 밴 뷰런과 펜실베이니아의 새뮤얼 잉햄이라는 두 명의 북부 출신 인물을 선택했다. 그는 노스캐롤라이나의 존 브랜치를 해군장관으로, 조지아의 존 맥퍼슨 베리언을 법무장관으로, 그리고 친구이자 가까운 정치적 동맹자인 테네시의 존 이튼을 육군장관으로 임명했다. 미국 우정청의 중요성이 커지고 있음을 인식한 잭슨은 미국 우정청장 직책을 내각으로 격상시켰고, 켄터키의 윌리엄 T. 배리를 이 부서의 수장으로 지명했다. 잭슨의 초기 내각의 여섯 관리 중 주요 정치적 인물은 밴 뷰런뿐이었다. 잭슨의 내각 선택은 여러 방면에서 비판을 받았다. 캘훈과 밴 뷰런 모두 자신의 파벌이 내각에서 더 두드러지지 않은 것에 실망했고, 버지니아 주와 뉴잉글랜드 지역의 지도자들은 자신들의 배제를 불평했다. 공식 내각 외에도 잭슨은 키친 캐비닛이라는 비공식 고문단에 의존하게 되었는데, 여기에는 윌리엄 버클리 루이스 장군과 언론인 아모스 켄달이 포함되었다. 잭슨의 조카인 앤드루 잭슨 도넬슨은 대통령의 개인 비서로, 그의 아내 에밀리는 백악관의 안주인 역할을 했다.
잭슨의 취임 내각은 특히 이튼, 존 캘훈 부통령, 밴 뷰런 사이에 심한 당파성과 소문으로 시달렸다. 1831년 중반까지 배리(그리고 캘훈)를 제외한 모든 이들이 사임했다. 미시간 준주의 주지사 루이스 캐스는 전쟁장관이 되었고, 대사이자 전 하원의원인 델라웨어의 루이스 매클레인은 재무장관직을 맡았으며, 루이지애나의 에드워드 리빙스턴 상원의원은 국무장관이 되었고, 뉴햄프셔의 리바이 우드버리 상원의원은 해군장관이 되었다. 메릴랜드의 법무장관을 역임했던 로저 토니는 베리언을 대신하여 미국 법무장관이 되었다. 잭슨의 초기 선택과 달리, 1831년에 임명된 내각 구성원들은 캘훈과 연관되지 않은 저명한 국가 지도자들이었다. 내각 외적으로는 언론인 프랜시스 프레스턴 블레어가 영향력 있는 고문으로 떠올랐다.
잭슨은 두 번째 임기가 시작될 때 매클레인을 국무장관으로 전임시켰고, 윌리엄 J. 듀안이 매클레인의 후임으로 재무장관이 되었으며, 리빙스턴은 프랑스 대사가 되었다. 미국 제2은행에서 연방 자금을 인출하는 잭슨의 결정에 반대했기 때문에 듀안은 1833년이 끝나기 전에 내각에서 해임되었다. 태니가 새로운 재무장관이 되었고, 벤저민 F. 버틀러가 태니를 대신하여 법무장관이 되었다. 잭슨은 1834년 상원이 태니의 지명을 거부하고 매클레인이 사임하자 내각을 다시 개편해야 했다. 조지아의 존 포사이스가 국무장관으로 임명되었고, 말론 디커슨이 우드버리를 대신하여 해군장관이 되었으며, 우드버리는 잭슨 하의 네 번째이자 마지막 재무장관이 되었다. 잭슨은 배리의 우정청장으로서의 효율성에 대한 수많은 불만이 제기된 후 1835년에 배리를 해임했고, 아모스 켄달을 배리의 후임으로 선택했다.

## 사법부 임명
잭슨은 미국 연방 대법원에 여섯 명의 대법관을 임명했다. 대부분은 평범했다. 그의 첫 번째 지명자는 칼훈의 가까운 동맹자였으며 애덤스 행정부의 우정청장이었던 존 매클레인이었다. 매클레인은 자신의 직책이 가진 엽관 권한을 완전히 사용하기를 꺼렸기 때문에 잭슨은 그를 대법원에 임명하여 섬세하게 해임했다. 매클레인은 "휘그당으로 변했고 대통령직을 얻기 위해 영원히 계획을 꾸몄다." 잭슨의 다음 두 임명자인 헨리 볼드윈과 제임스 무어 웨인은 일부 지점에서 잭슨과 의견이 달랐지만 잭슨의 적들에게도 좋게 평가되지 않았다. 그의 봉사에 대한 보상으로 잭슨은 1835년 1월 대법원에 공석을 채우기 위해 태니를 지명했지만, 이 지명은 상원의 승인을 얻지 못했다. 존 마셜 대법원장은 그해 말에 사망하여 법원에 두 개의 공석을 남겼다. 잭슨은 태니를 대법원장으로, 필립 P. 바버를 대법관으로 지명했고, 둘 다 새로운 상원에서 인준되었다. 태니는 1864년까지 대법원장으로 재직했으며, 그가 이끄는 법원은 마셜 대법원이 정한 많은 선례를 지지했다. 잭슨의 대통령 임기 마지막 날, 그는 존 캐트런을 지명했고, 그는 인준되었다. 잭슨이 퇴임할 때쯤에는 대법원 현직 의원 대다수를 임명했으며, 조지프 스토리와 스미스 톰프슨만이 예외였다. 잭슨은 또한 미국 연방지방법원에 18명의 판사를 임명했다.

## 속치마 사건

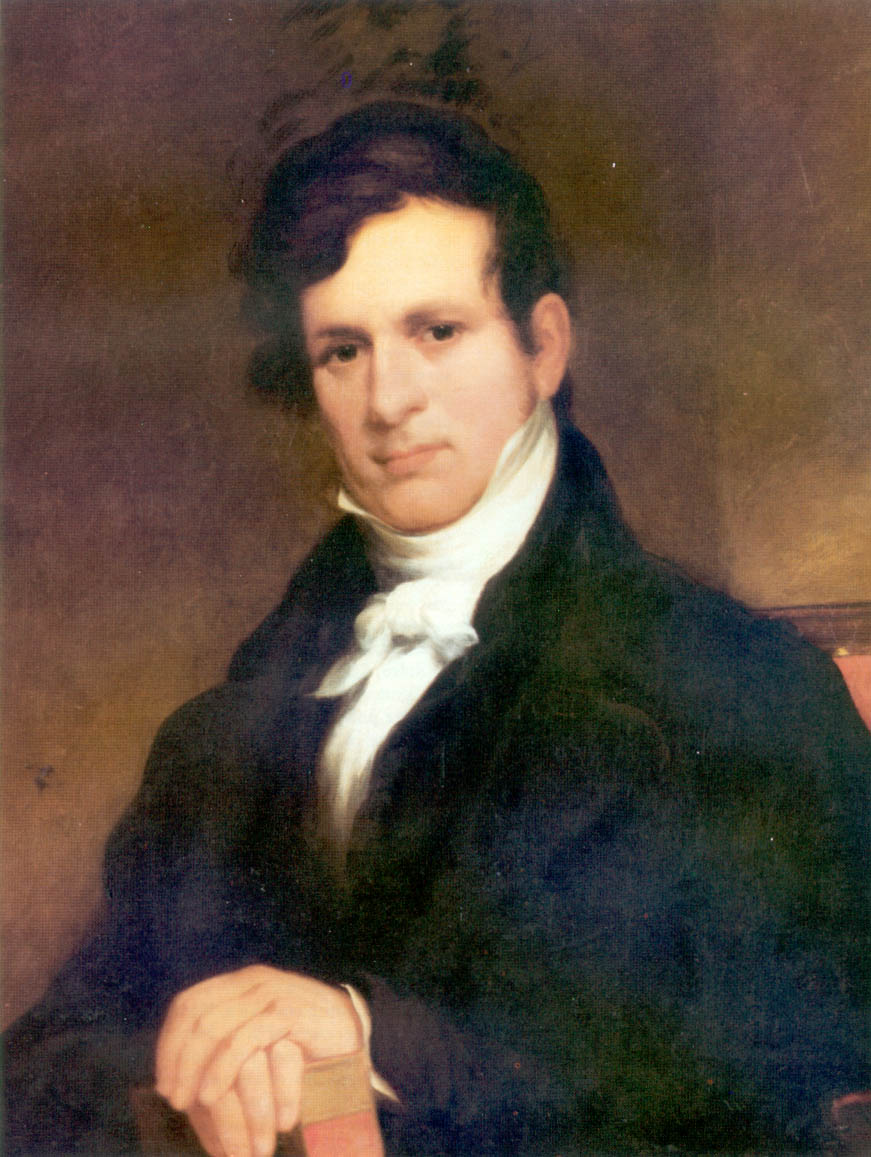
전쟁장관 존 이튼

잭슨은 재임 초기 상당한 시간을 소위 "속치마 사건" 또는 "이튼 사건"이라고 알려진 일에 대응하는 데 할애했다. 워싱턴 가십은 잭슨 내각 구성원들과 그들의 부인들, 특히 존 캘훈 부통령의 부인 플로리드 캘훈 사이에서 이튼 전쟁장관과 그의 부인 페기 이튼에 대해 유포되었다. 선정적인 소문은 페기가 아버지의 술집에서 바텐더로 일하면서 성적으로 방종했거나 심지어 매춘부였다고 주장했다. 일부는 또한 페기의 이전 남편인 존 B. 팀버레이크가 아직 살아있을 때 이튼 부부가 간통을 저질렀다고 비난했다. 속치마 정치는 플로리드 캘훈이 이끄는 내각 부인들이 이튼 부부와 어울리기를 거부하면서 시작되었다. 내각 부인들은 모든 미국 여성의 이익과 명예가 걸려 있다고 주장했다. 그들은 책임감 있는 여성이 결혼이라는 보장 없이 남자에게 성적 호의를 베풀어서는 안 된다고 믿었다. 역사학자 대니얼 워커 하우는 내각 부인들의 행동이 다음 10년에 여성 권리 운동을 형성할 여성주의 정신을 반영한다고 주장한다.
잭슨은 페기 이튼에 대한 소문을 믿으려 하지 않았고, 내각에 "그녀는 처녀만큼이나 순결하다!"고 말했다. 그는 이튼 부부를 내쫓으려 하면서 자신에게 누구를 내각에 둘지 말라고 감히 말하는 사람들에게 격분했다. 이 사건은 또한 자신의 아내에 대한 유사한 공격을 떠올리게 했다. 그는 처음에는 이튼에 대한 논란을 헨리 클레이의 탓으로 돌렸지만, 1829년 말까지 잭슨은 존 캘훈 부통령이 자신의 내각 불화를 조작했다고 믿게 되었다. 이튼에 대한 논란은 1830년과 1831년까지 이어졌고, 다른 내각 부인들은 계속해서 이튼을 배척했다. 잭슨의 내각과 최측근들은 캘훈 부통령과 이튼 부부와 좋은 관계를 유지했던 홀아비인 마틴 밴 뷰런 국무장관 사이에서 양극화되었다. 1831년 초, 논란이 계속되자 밴 뷰런은 전체 내각이 사임할 것을 제안했고, 1831년 6월 이튼이 물러나면서 속치마 사건은 마침내 끝났다. 우정청장 배리만을 제외하고 다른 내각 관리들도 사임했는데, 이는 미국 역사상 최초의 내각 대량 사임이었다.
밴 뷰런은 영국 대사직에 지명되었지만, 상원은 그의 지명을 거부했다. 밴 뷰런의 지명을 좌절시키기 위해 상원에서 동점 투표를 한 캘훈은 상원 투표가 밴 뷰런의 경력을 끝낼 것이라고 믿었지만, 사실 이는 잭슨과 다른 많은 민주당원들에게 밴 뷰런의 입지를 강화시켰다. 잭슨의 지지를 얻으면서 밴 뷰런은 속치마 사건에서 잭슨의 후계자로 떠올랐다. 30년 후 전기 작가 제임스 파튼은 "지난 30년간의 미국 정치사는 밴 뷰런 씨의 부드러운 손이 이튼 부인의 문고리를 만진 순간부터 시작되었다"고 썼다. 한편, 잭슨과 캘훈 부통령은 서로 점점 더 멀어졌다. 속치마 사건 이후 잭슨은 소문 유포에 대항하는 무기로 글로브 신문을 인수했다.

## 순환 근무 및 엽관제
잭슨은 전례 없는 수의 대통령 임명직을 해임했지만, 토머스 제퍼슨은 자신의 대통령 재임 기간 동안 소수이지만 여전히 상당한 수의 연방당원들을 해고했었다. 잭슨은 순환 근무 (정부 관리 해임)가 실제로 혈족주의를 막는 민주적 개혁이며, 공무원을 대중의 의지에 책임지게 한다고 믿었다. 이러한 견해를 반영하여 잭슨은 1829년 12월 의회에 "직책이 전적으로 국민의 이익을 위해 만들어진 나라에서는 어떤 사람도 다른 사람보다 공식적인 지위에 대한 본질적인 권리가 더 없다"고 말했다. 잭슨은 첫 임기 동안 연방 공직자의 약 20%를 순환 근무시켰는데, 일부는 정치적 목적보다는 직무 태만 때문이었다. 미국 우정청이 잭슨의 순환 근무 정책에 가장 큰 영향을 받았지만, 지방 검사, 연방 집행관, 관세 징수원 및 기타 연방 직원들도 해임되었다.
잭슨의 반대자들은 그의 임명 과정을 "엽관제"라고 부르며, 그가 주로 정부 직책을 사용하여 지지자들에게 보상하고 자신의 정치적 힘을 키우려는 욕구에 동기 부여를 받았다고 주장했다. 대부분의 공무원이 자신의 직책에 대해 거의 도전을 받지 않는다고 믿었기 때문에 잭슨은 능력 위주의 임명 정책의 필요성을 일축했다. 아모스 켄달과 아이작 힐을 포함한 잭슨의 많은 임명자들은 논란이 많았고, 잭슨이 해임한 많은 사람들은 인기가 있었다. 잭슨의 임명 정책은 또한 캘훈, 밴 뷰런, 이튼 등이 다양한 임명을 놓고 충돌하면서 그의 연합 내에서 정치적 문제를 야기했다. 그의 임명은 상원에서 일부 저항에 부딪혔고, 대통령 임기가 끝날 무렵 잭슨은 이전의 모든 대통령을 합친 것보다 더 많은 지명자가 거부당했다.
이전 행정부의 부패 혐의로부터 정부를 정화하기 위해 잭슨은 모든 행정부처에 대한 대통령 조사를 시작했다. 그의 행정부는 애덤스 대통령 재임 기간 동안 재무부 감사관이었던 토비아스 왓킨스에 대한 고위급 기소를 진행했다. 왓킨스의 친구이자 잭슨의 비판자였던 존 닐은 이 기소가 "그의 오랜 앙금을 풀기 위한" 것이었으며 "전쟁의 함성으로 대통령이 된 그 고집스럽고, 용서할 줄 모르며, 가혹한 남자의 특징"이라고 말했다. 잭슨의 접근 방식은 공직을 맡는 자격으로서 국가에 대한 애국심을 포함했다. 전장에서 다리를 잃은 군인을 우체국장으로 임명하면서 그는 "[만약] 그가 조국을 위해 싸우다 다리를 잃었다면, 그것으로 나에게는 충분하다"고 말했다.
그는 또한 의회에 횡령법을 개정하고, 연방 연금에 대한 사기 신청을 줄이며, 관세 회피를 방지하고 정부 회계를 개선하기 위한 법안을 통과시킬 것을 요청했다. 이러한 개혁 시도에도 불구하고, 역사학자들은 잭슨의 대통령 임기가 공공 윤리의 쇠퇴 시대의 시작을 알렸다고 믿는다. 뉴욕 세관, 우정청, 인디언 사무국과 같이 워싱턴 외부에서 운영되는 국과 부서의 감독은 어려웠다. 그러나 관직 매매, 강제적인 정당 선거 운동 참여, 평가금 징수 등 나중에 엽관제와 관련된 일부 관행은 잭슨의 대통령 임기가 끝난 후에야 발생했다. 결국, 잭슨이 퇴임한 후에는 대통령들이 당연히 임명직을 해임하게 되었다. 잭슨은 공직자의 45%를 해임했지만, 에이브러햄 링컨은 대통령 임기 시작 전에 공직을 맡았던 사람들의 90%를 해임했다.

## 인디언 이주

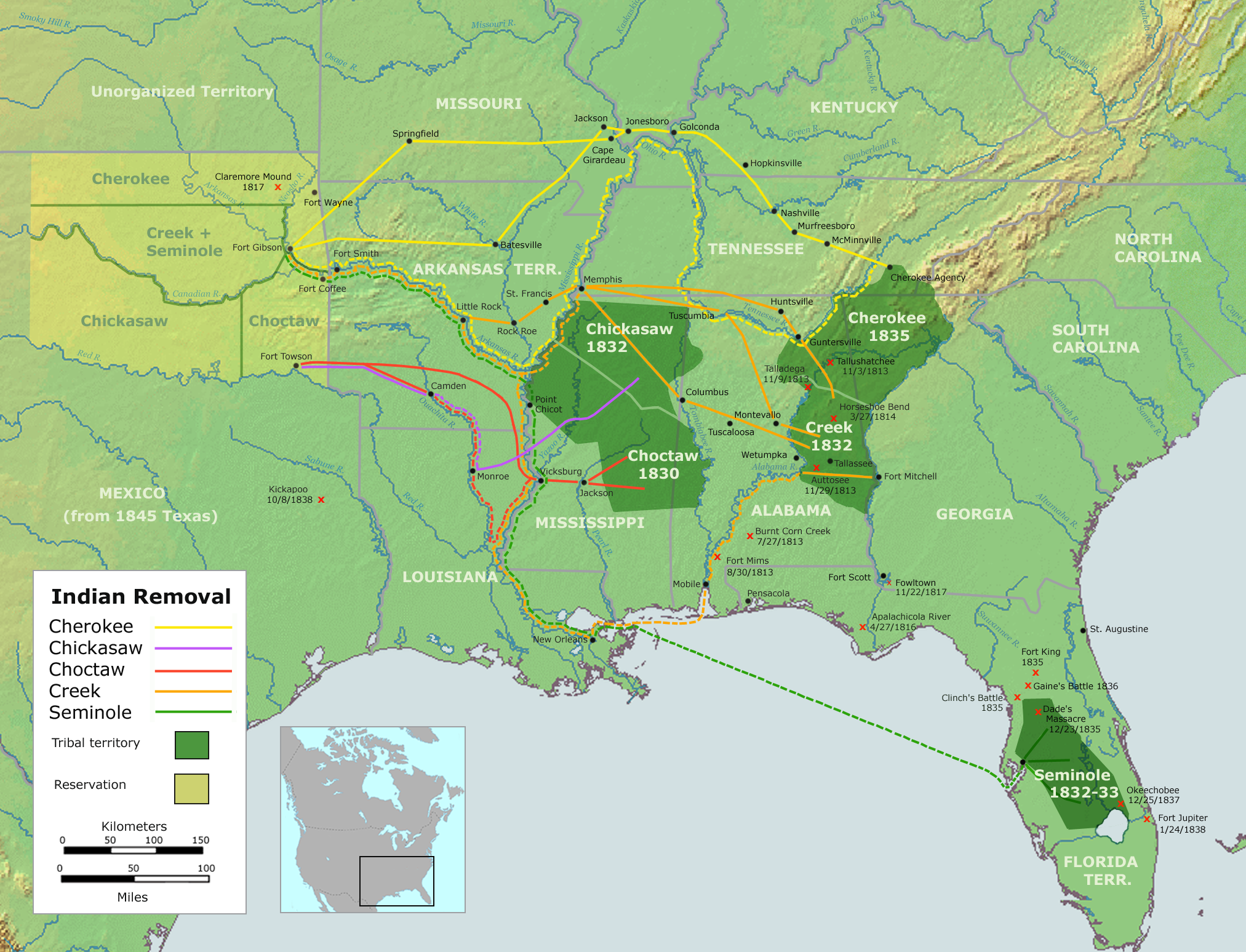
잭슨의 인디언 이주법과 이어진 조약들은 미국 원주민 부족들이 그들의 전통적인 영토에서 강제 이주되는 결과를 낳았다. 이는 눈물의 길을 포함한다.

### 인디언 이주법
잭슨은 취임하기 전에 그의 경력 대부분을 남서부의 원주민들과 싸우는 데 보냈으며, 그는 원주민들을 유럽인 후손들보다 열등하다고 여겼다. 그의 대통령 임기는 원주민과 앵글로계 미국인 관계에 새로운 시대를 열었으며, 그는 원주민 이주 정책을 시작했다. 이전 대통령들은 때때로 이주 또는 원주민 "문명화" 노력을 지지했지만, 일반적으로 원주민 문제를 최우선 순위로 두지는 않았다. 잭슨이 취임할 때까지 약 10만 명의 원주민이 미국 내 미시시피 강 동쪽에 살았으며, 대부분 인디애나, 일리노이, 미시간, 위스콘신 준주, 미시시피, 앨라배마, 조지아, 플로리다 준주에 위치해 있었다. 잭슨은 남부에서 원주민을 이주시킬 것을 우선시했는데, 그는 북서부의 원주민들은 "뒤로 밀어낼 수 있다"고 믿었다. 1829년 의회 연례 메시지에서 잭슨은 원주민 부족을 위해 미시시피 강 서쪽에 땅을 마련할 것을 옹호했다. 그는 자발적인 이주를 선호했지만, 이주하지 않는 원주민들은 독립성을 잃고 주법에 복종하게 될 것이라고 제안했다.
대부분 복음주의 기독교인과 북부 출신으로 구성된 중요한 정치 운동은 원주민 이주를 거부하고 대신 원주민 "문명화" 노력을 계속하는 것을 선호했다. 시어도어 프렐링하이젠 상원의원이 이끄는 반대를 극복하고 잭슨의 동맹자들은 1830년 5월 인디언 이주법의 통과를 이끌어냈다. 이 법안은 하원에서 102대 97로 통과되었는데, 대부분의 남부 의원들은 법안에 찬성했고 대부분의 북부 의원들은 반대했다. 이 법은 대통령에게 기존 주 경계 밖에 있는 서쪽 땅과 교환하여 동쪽의 부족 토지를 매입하기 위한 조약을 협상할 권한을 부여했다. 이 법은 특히 미국 남부의 "문명화된 다섯 부족"과 관련이 있었는데, 조건은 서쪽으로 이주하거나 남아 주법에 복종하는 것이었다. 문명화된 다섯 부족은 체로키족, 머스코기족 (크리크족으로도 알려짐), 치카소족, 촉토족, 그리고 세미놀족 원주민으로 구성되었는데, 이들 모두는 어느 정도 정착생활 농업을 포함한 유럽 문화의 측면을 받아들였다.

### 체로키족

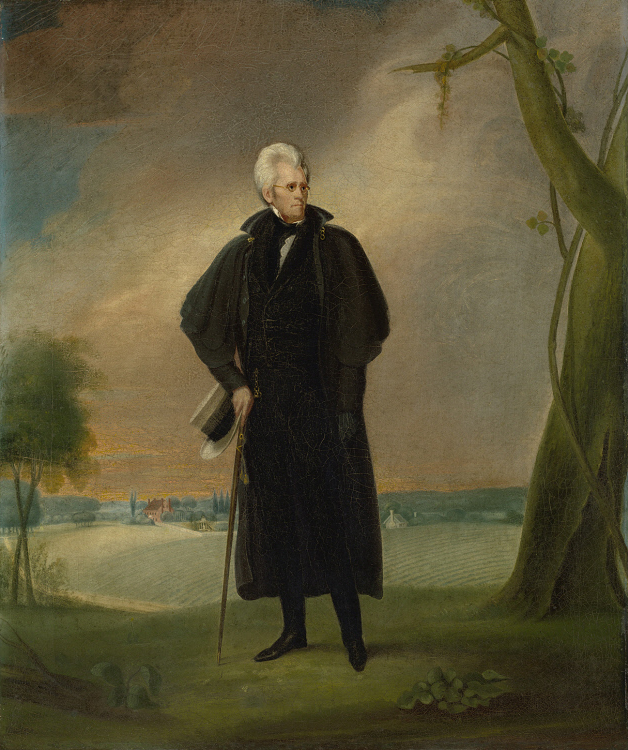
1830년 얼이 그린 잭슨

잭슨의 지지를 받아 조지아주와 다른 주들은 기존 미국 조약 의무에도 불구하고 주 경계 내의 부족들에 대한 주권을 확장하려고 했다. 조지아주의 체로키족과의 분쟁은 1832년 미국 연방 대법원의 워체스터 대 조지아주 판결로 최고조에 달했다. 이 판결에서 대법원장 존 마셜은 법원을 대표하여 조지아주가 백인들이 부족 토지에 들어오는 것을 금지할 수 없다고 판결했는데, 이는 두 명의 선교사가 부족민들 사이에서 저항을 선동했다고 주장하며 금지하려던 시도에 대한 것이었다. 대법원의 판결은 부족 주권론을 확립하는 데 도움이 되었지만, 조지아주는 죄수들을 석방하지 않았다. 잭슨은 다음과 같은 반응을 보였다고 자주 인용된다. "존 마셜은 자신의 결정을 내렸다. 이제 그에게 집행하게 하라." 레미니는 잭슨이 그런 말을 하지 않았다고 주장하는데, "그것은 분명히 잭슨의 말처럼 들리지만...그에게 집행할 것이 아무것도 없었다"는 것이다. 법원은 조지아주가 죄수들을 석방해야 한다고 판결했지만, 연방 정부의 개입을 강제하지는 않았다. 1832년 말, 밴 뷰런은 행정부를 대표하여 상황을 종식시키기 위해 개입하여 윌슨 럼프킨 조지아 주지사를 설득하여 선교사들을 사면하게 했다.
대법원이 더 이상 개입하지 않고, 잭슨 행정부가 인디언 이주에 간섭할 의사가 없었으므로, 조지아주는 체로키족에 대한 통제를 자유롭게 확장할 수 있었다. 1832년에 조지아주는 체로키족 땅을 백인 정착민들에게 분배하기 위해 복권 추첨을 실시했다. 존 로스 추장의 지도 아래 대부분의 체로키족은 그들의 고향을 떠나기를 거부했지만, 존 리지와 엘리아스 보디누트가 이끄는 한 그룹은 뉴에코타 조약을 협상했다. 500만 달러와 미시시피 강 서쪽의 땅을 대가로 리지와 보디누트는 체로키족의 일부를 조지아에서 이끌어 내는 데 동의했다. 1836년에 체로키족의 일부가 떠났다. 다른 많은 체로키족은 조약에 항의했지만, 간신히 미국 상원은 1836년 5월에 조약을 비준하는 데 투표했다. 뉴에코타 조약은 잭슨의 후계자인 밴 뷰런에 의해 강제되었고, 그 결과 1838년에 18,000명의 체로키족 중 최대 4,000명이 "눈물의 길"에서 사망했다.

### 다른 부족들
잭슨, 이튼, 존 커피 장군은 치카소족과 협상하여 그들이 신속하게 이동하는 데 동의했다. 잭슨은 이튼과 커피에게 촉토족과의 협상을 맡겼다. 잭슨의 협상 기술이 부족했던 그들은 족장들의 복종을 얻기 위해 자주 뇌물을 주었다. 촉토족 족장들은 댄싱 래빗 크릭 조약에 서명함으로써 이동하는 데 동의했다. 촉토족의 이주는 1831년과 1832년 겨울에 이루어졌으며, 비참함과 고통으로 가득했다. 1832년에는 크리크족 일부가 커세타 조약에 서명하여 크리크족이 그들의 땅을 팔거나 보유할 수 있도록 허용했다. 나중에 남아 있던 크리크족과 백인 정착민들 사이에 갈등이 발생하여 제2차 크리크 전쟁으로 이어졌다. 크리크족의 봉기는 군대에 의해 신속히 진압되었고, 남은 크리크족은 미시시피 강을 건너 호송되었다.
남동부의 모든 부족 중에서 세미놀족은 가장 강력하게 대규모 이주에 저항했다. 잭슨 행정부는 소규모 세미놀족과 이주 조약을 맺었지만, 이 조약은 부족에 의해 거부되었다. 잭슨은 세미놀족을 이주시시키기 위해 플로리다로 군대를 보냈고, 이는 제2차 세미놀 전쟁의 시작을 알렸다. 제2차 세미놀 전쟁은 1842년까지 이어졌고, 1842년 이후에도 수백 명의 세미놀족이 플로리다에 남아 있었다. 1832년에는 블랙 호크 추장이 원주민 무리를 이끌고 미시시피 강을 건너 일리노이의 조상 땅으로 돌아가면서 북서부에서 짧은 분쟁이 발생했다. 군대와 일리노이 민병대가 그해 말까지 원주민들을 몰아냈고, 블랙 호크 전쟁이 종결되었다. 잭슨의 대통령 임기 말까지 거의 5만 명의 원주민이 미시시피 강을 건너 이주했으며, 그가 퇴임한 후에도 인디언 이주는 계속되었다.

### 천연두 예방접종
잭슨은 1832년 인디언 부족을 위한 천연두 예방접종 프로그램을 설립하기 위한 의회 승인 및 자금 지원에 서명했다. 목표는 면역력이 거의 또는 전혀 없는 인구에게 천연두의 치명적인 위협을 제거하고 동시에 정부와의 협력의 이점을 보여주는 것이었다. 실제로는 심각한 장애물이 있었다. 부족의 의사들은 백인의 속임수를 경고하고 대안적인 설명과 치료 시스템을 제공하면서 강력한 반대를 시작했다. 그들은 천연두가 땀 목욕 후 찬물에 빠르게 뛰어드는 것으로 가장 잘 치료될 수 있다고 가르쳤다. 또한, 백신은 원시적인 보관 시설로 장거리 운송 및 보관될 때 효능을 잃는 경우가 많았다. 1837년부터 1840년까지 미시시피 서쪽 북미 전역, 심지어 캐나다와 알래스카까지 휩쓴 대규모 천연두 유행을 피하기에는 너무 적고 너무 늦었다. 사망자 수는 10만 명에서 30만 명 사이로 추정되며, 부족 전체가 전멸했다. 만단족의 90% 이상이 사망했다.

## 노예제 논란

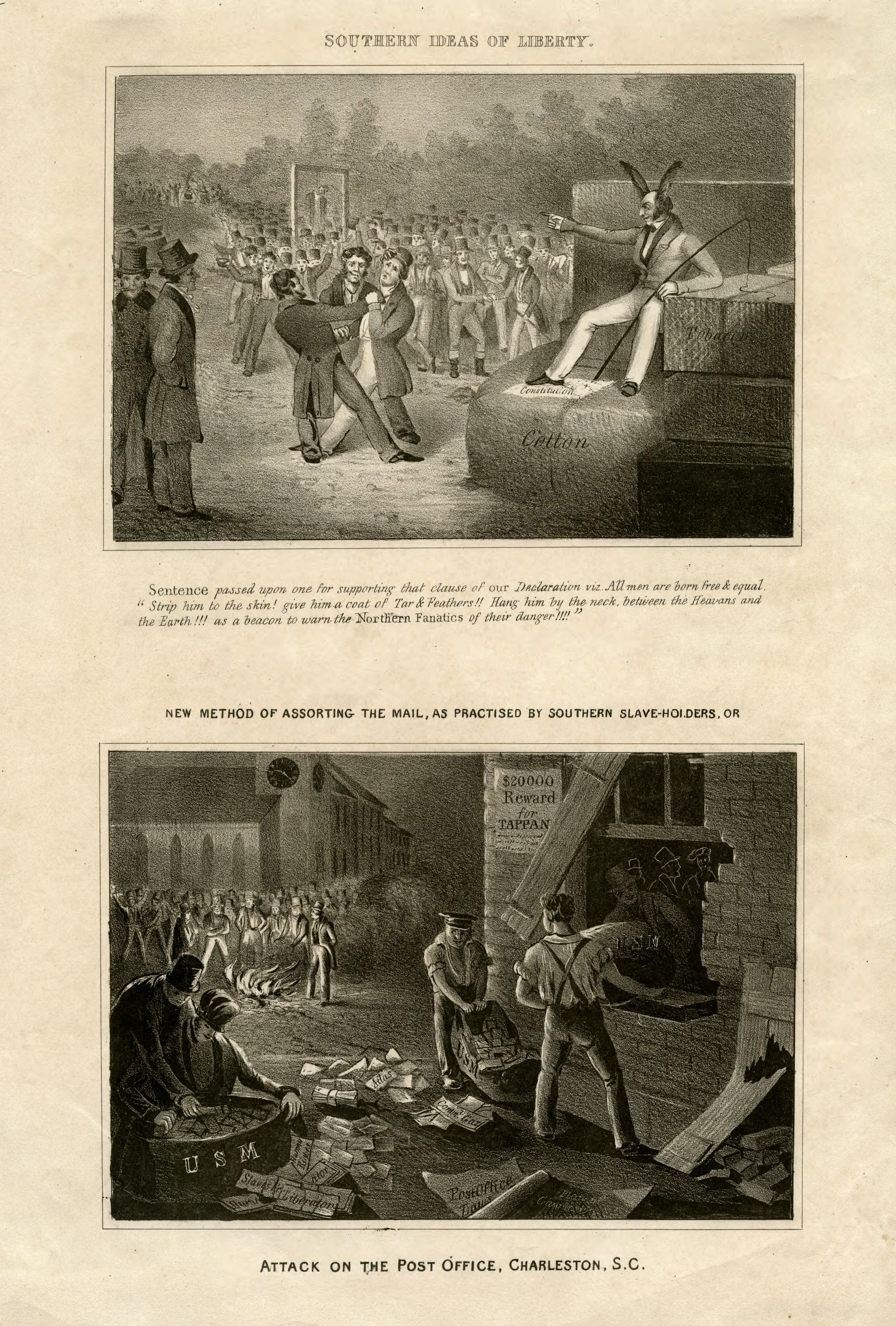
노예 폐지론자들은 1835년에 남부 미국에 10만 부의 팸플릿을 보냈고, 미시시피 강변 마을의 "감리교 목사들"에게 반노예제 전단지를 쌓아서 보냈다. 이 노예 폐지론자의 이미지는 1835년 그들의 우편 캠페인이 노예주에서 어떻게 저항에 부딪혔는지 보여준다. 여기에는 린치 협박, 우편물 파괴, 아서 태펀의 머리에 수사적인 현상금 거는 것이 포함되었다 (필라델피아 도서관 회사 P.8658)

잭슨은 스스로 노예 소유자였으며, 영토로의 노예제 확대를 지지하고 반노예제 운동에 반대했다. 노예제는 잭슨의 대통령 재임 기간 동안 주요 쟁점은 아니었지만, 그가 백악관에 있는 동안 노예제와 관련된 두 가지 주목할 만한 논란이 발생했다. 1835년, 미국 노예제 폐지협회는 특이한 제도에 반대하는 우편 캠페인을 시작했다. 수만 개의 반노예제 팸플릿과 전단지가 미국 우편을 통해 남부 지역으로 보내졌다. 남부 전역에서 폐지 우편 캠페인에 대한 반응은 광기 직전이었다. 노예주 외부의 간섭하는 폐지론자들에 의한 우편 사용은 노예제 도덕성에 대한 질문을 하지 않기로 한 백인 남부의 문화 전체의 합의를 깨뜨렸고, 수사학 교수 제니퍼 메르시에카에 따르면, "노예주들이 가장 반대했던 것은 바로 이 남부 공공 영역에 대한 의도적인 침입이었다. 노예제 지배층은 단순히 폐지 문제가 공개적으로 논의되는 것을 원하지 않았다."(p. 66) 의회에서 남부인들은 전단지 배달을 막을 것을 요구했고, 잭슨은 무효화 위기 이후 남부인들을 달래기 위해 움직였다. 폐지론자들은 아모스 켄달 우정청장의 결정이 언론의 자유를 억압하는 것이라고 비난했는데, 그는 남부 우체국장들에게 전단지를 폐기할 재량권을 부여했다.
1835년 워싱턴 D.C.에서 노예 무역과 노예제를 종식시키기 위한 청원이 미국 하원에 제출되면서 또 다른 노예제 관련 갈등이 발생했다. 이 청원은 노예제를 지지하는 남부인들을 격분시켰고, 이들은 청원의 인정이나 논의를 막으려 했다. 북부 휘그당원들은 반노예제 청원이 헌법적이며 금지되어서는 안 된다고 반대했다. 사우스캐롤라이나 대표 헨리 L. 핀크니는 청원을 "병적인 감상주의"로 비난하고, 의회가 노예제에 간섭할 권리가 없다고 선언하며, 모든 추가적인 반노예제 청원을 보류하는 결의안을 제출했다. 많은 잭슨 지지자를 포함한 의회의 남부인들은 이 조치 (제21조, 일반적으로 "개그 규칙"이라고 불림)를 지지했으며, 이는 신속하고 논의 없이 통과되어 의회에서 폐지론적 활동을 일시적으로 억압했다.
잭슨이 재임하는 동안 노예제와 관련된 두 가지 중요한 발전이 더 있었다. 1831년 1월, 윌리엄 로이드 개리슨은 국내에서 가장 영향력 있는 폐지론 신문인 더 리버레이터를 창간했다. 많은 노예제 반대자들은 모든 노예의 점진적인 해방을 추구했지만, 개리슨은 전국적인 즉각적인 노예제 폐지를 요구했다. 개리슨은 또한 미국 노예제 폐지협회를 설립했으며, 이 협회는 1838년까지 약 25만 명의 회원을 보유하게 되었다. 개리슨이 리버레이터를 창간한 같은 해, 냇 터너는 자신의 노예 반란을 일으켰다. 이틀 동안 버지니아 남동부에서 수십 명의 백인을 살해한 후, 터너의 반란군은 자경단, 주 민병대, 연방 군대의 조합에 의해 진압되었다.

## 무효화 위기와 관세

### 첫 임기
1828년에 의회는 소위 "증오 관세"를 승인했는데, 이는 관세를 역사적으로 높은 세율로 설정했다. 이 관세는 국내 산업을 외국 경쟁으로부터 보호했기 때문에 북동부에서 인기가 있었고, 북서부에서는 그 정도는 덜했지만 마찬가지였다. 남부의 농장주들은 수입품 가격을 높였기 때문에 높은 관세율에 강력히 반대했다. 높은 관세율에 대한 이러한 반대는 사우스캐롤라이나주에서 특히 강했는데, 이곳의 지배적인 농장주 계층은 극단주의에 대한 견제가 거의 없었다. 캘훈이 비밀리에 작성한 1828년 사우스캐롤라이나 논평 및 항의는 그들의 주가 1828년 관세 입법을 "무효화"할 수 있다고 주장했다. 캘훈은 헌법이 연방 정부에 세수 징수를 위한 관세 부과를 승인했지만, 국내 생산 보호를 위한 관세는 승인하지 않았다고 주장했다. 잭슨은 주권 문제에 공감했지만, 무효화라는 생각은 거부했다. 1829년 의회 연례 메시지에서 잭슨은 국가 부채가 상환될 때까지 관세를 유지할 것을 옹호했다. 그는 또한 국가 부채가 상환되면 관세 수입의 잉여분을 주에 분배하는 헌법 개정안을 지지했다.

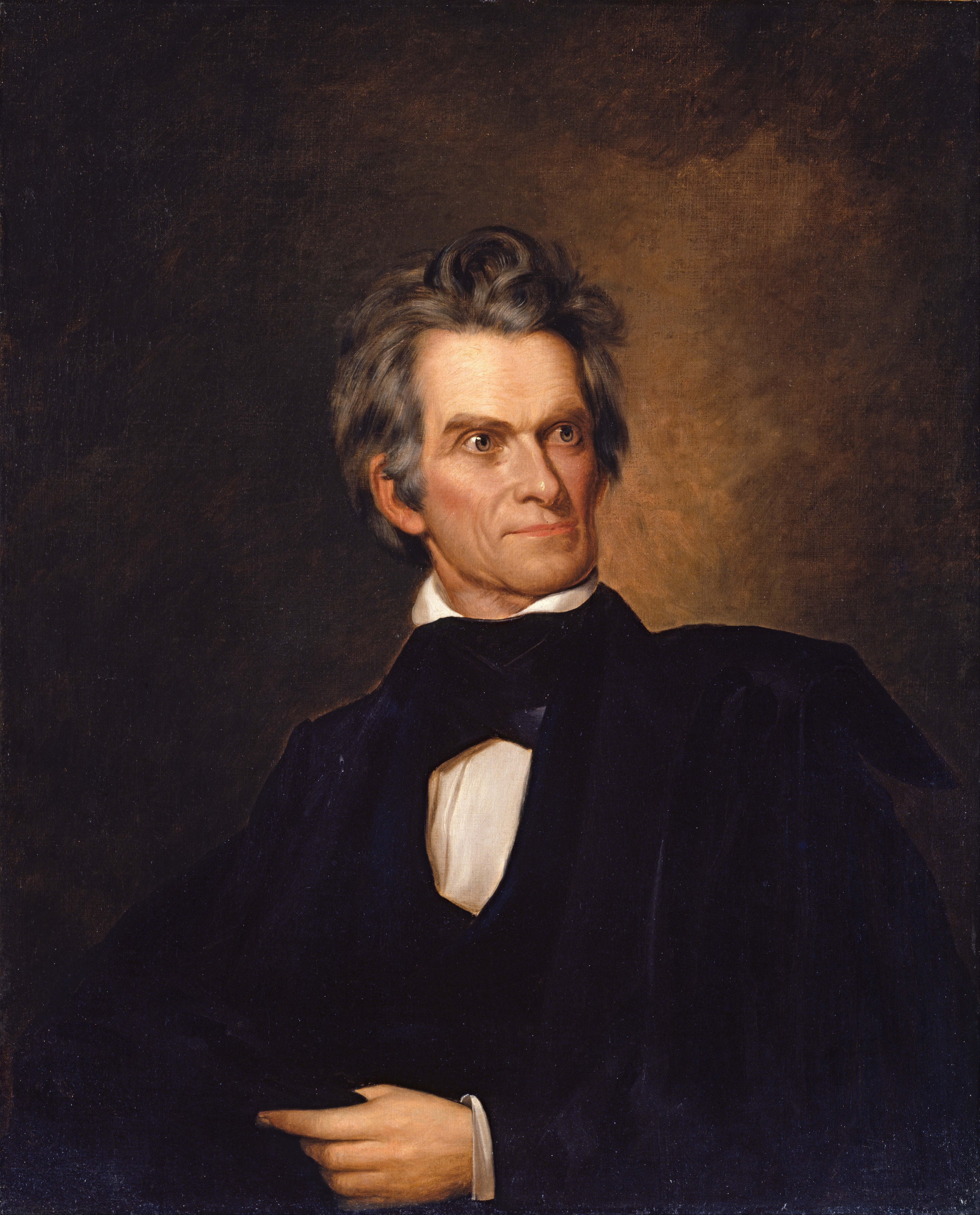
사우스캐롤라이나의 존 캘훈

캘훈은 사우스캐롤라이나 내 일부 사람들만큼 극단적이지 않았으며, 그와 그의 동맹자들은 잭슨의 대통령 임기 초기에 로버트 제임스 턴불과 같은 더 급진적인 지도자들을 억제했다. 속치마 사건으로 잭슨과 캘훈 사이의 관계가 악화되면서 사우스캐롤라이나 무효화론자들은 "증오 관세"에 대한 반대를 더욱 강하게 주장했다. 잭슨과 캘훈 사이의 관계는 1830년 5월에 파탄 지경에 이르렀다. 잭슨은 당시 전쟁장관이었던 캘훈이 먼로 대통령에게 1818년 스페인령 플로리다 침공에 대해 잭슨을 비난해 줄 것을 요청하는 편지를 발견한 후였다. 잭슨의 고문 윌리엄 루이스는 캘훈을 희생시켜 밴 뷰런을 돕고 싶어 했던 전 먼로 내각 관료 윌리엄 크로포드로부터 이 편지를 입수했다. 잭슨과 캘훈은 1830년 7월까지 이어지는 격렬한 서신 교환을 시작했다. 1831년 말까지 캘훈과 잭슨뿐만 아니라 그들의 각 지지자들 사이에서도 공공연한 분열이 발생했다. 1830년대 초 캘훈은 세 정당이 존재한다고 주장했다. 한 정당(캘훈 자신이 이끄는)은 자유 무역을 지지했고, 한 정당(헨리 클레이가 이끄는)은 보호 무역주의를 지지했으며, 한 정당(잭슨이 이끄는)은 중간 입장을 취했다.
캘훈이 자신의 행정부를 약화시키려는 음모를 주도하고 있다고 믿은 잭슨은 사우스캐롤라이나에 정보원 네트워크를 구축하고 가능한 반란에 대비했다. 그는 또한 무효화 문제를 완화할 것이라고 믿는 관세 인하 법안에 대한 지지를 표명했다. 1832년 5월, 존 퀸시 애덤스 하원의원이 약간 수정된 법안을 제출했고, 잭슨은 이를 수락했으며, 1832년 7월에 법으로 통과되었다. 이 법안은 남부의 많은 사람들을 만족시키지 못했고, 남부 의원 대다수가 이에 반대했지만, 1832년 관세법의 통과는 1832년 선거에서 관세율이 주요 쟁점이 되는 것을 막았다.

### 위기
관세율을 더 낮추고 주권 이념을 강화하기 위해 사우스캐롤라이나 지도자들은 1832년 선거 후 무효화 위협을 실행할 준비를 했다. 1832년 11월, 사우스캐롤라이나는 주 협의회를 열어 1828년과 1832년의 관세율이 주 내에서 무효임을 선언했고, 나아가 1833년 1월 이후 연방 수입 관세 징수가 불법임을 선언했다. 협의회 후 사우스캐롤라이나 의회는 캘훈을 미국 상원에 선출했으며, 주지사가 되기 위해 사임했던 로버트 Y. 헤인을 대체했다. 헤인은 상원 본회의에서 무효화를 옹호하는 데 종종 어려움을 겪었는데, 특히 매사추세츠의 대니얼 웹스터 상원의원의 맹렬한 비판에 맞서서 그러했다.
1832년 12월 의회 연례 메시지에서 잭슨은 또 다른 관세 인하를 요구했지만, 그는 또한 어떤 반란도 진압하겠다고 맹세했다. 며칠 후, 잭슨은 사우스캐롤라이나 인민 선언을 발표했는데, 이는 주가 연방 법률을 무효화하거나 탈퇴할 권리를 강력히 부인했다. 잭슨은 통일주의자 사우스캐롤라이나 지도자 조엘 로버츠 포인세트에게 어떤 반란이든 진압할 포수를 조직하라고 명령했으며, 어떤 반란이 발생할 경우 5만 명의 군인을 파견하겠다고 포인세트에게 약속했다. 동시에 헤인 주지사는 주 민병대를 위한 자원봉사자를 요청했고, 25,000명의 남성이 자원했다. 잭슨의 민족주의적 입장은 민주당을 분열시켰고 무효화에 대한 전국적인 논쟁을 촉발시켰다. 사우스캐롤라이나 외부에서는 어떤 남부 주도 무효화를 지지하지 않았지만, 많은 주들이 잭슨의 무력 사용 위협에 반대했다.
민주당 하원의원 굴리안 C. 버플랑크는 1816년 관세법 수준으로 관세율을 복원할 관세 인하 법안을 하원에 제출했고, 사우스캐롤라이나 지도자들은 의회가 새로운 관세 법안을 고려하는 동안 무효화의 시작을 연기하기로 결정했다. 관세에 대한 논쟁이 계속되자 잭슨은 의회에 수입 관세 징수에 대한 정부의 권한을 강제하기 위한 군사력 사용을 명시적으로 허용하는 "강제 법안"을 통과시켜 줄 것을 요청했다. 하원의 새로운 관세 법안 작성 노력이 좌절되었지만, 클레이는 자신의 법안을 제출함으로써 상원에서 이 주제를 고려하기 시작했다. 국내에서 가장 저명한 보호주의자였던 클레이는 잭슨의 동맹자들과는 달리 캘훈의 동맹자들과 협력하여 법안을 통과시켰다. 그는 1843년까지 점진적인 관세 인하를 규정하고, 궁극적으로 관세율이 버플랑크 법안에서 제안된 수준과 유사한 수준에 도달하도록 하는 법안에 대한 캘훈의 승인을 얻었다. 남부 지도자들은 더 낮은 세율을 선호했겠지만, 그들은 그 시점에서 달성할 수 있는 최선의 타협안으로 클레이의 법안을 수락했다. 한편, 강제 법안은 의회 양원을 통과했다. 많은 남부 의원들은 이 법안에 반대했지만, 관세 법안의 심의를 신속히 진행하기 위해 반대 투표를 하지 않았다.
클레이의 관세 법안은 당파적, 지역적 지지를 크게 받았으며, 하원에서 149대 47, 상원에서 29대 16으로 통과되었다. 버플랑크 법안이 폐기되고 클레이와 캘훈 사이의 새로운 동맹에 대한 잭슨의 격렬한 분노에도 불구하고, 잭슨은 관세 법안을 위기를 종식시키는 수용 가능한 방법으로 보았다. 그는 1833년 관세법과 강제 법안 모두에 3월 2일에 서명했다. 강제 법안과 관세의 동시 통과는 무효화론자들과 잭슨 모두가 대결에서 승리했다고 주장할 수 있게 했다. 유사한 조치에 대한 이전 지지에도 불구하고, 잭슨은 관세 수입을 주에 분배할 세 번째 법안에 거부권을 행사했다. 사우스캐롤라이나 협의회는 회의를 열어 무효화 조례를 철회했고, 마지막 저항의 표시로 강제 법안을 무효화했다. 무효화론자들은 관세율을 낮추려는 시도에서 대체로 실패했지만, 무효화 위기 이후 사우스캐롤라이나에 대한 확고한 통제권을 확립했다.

## 은행 전쟁과 1832년 재선

### 첫 임기

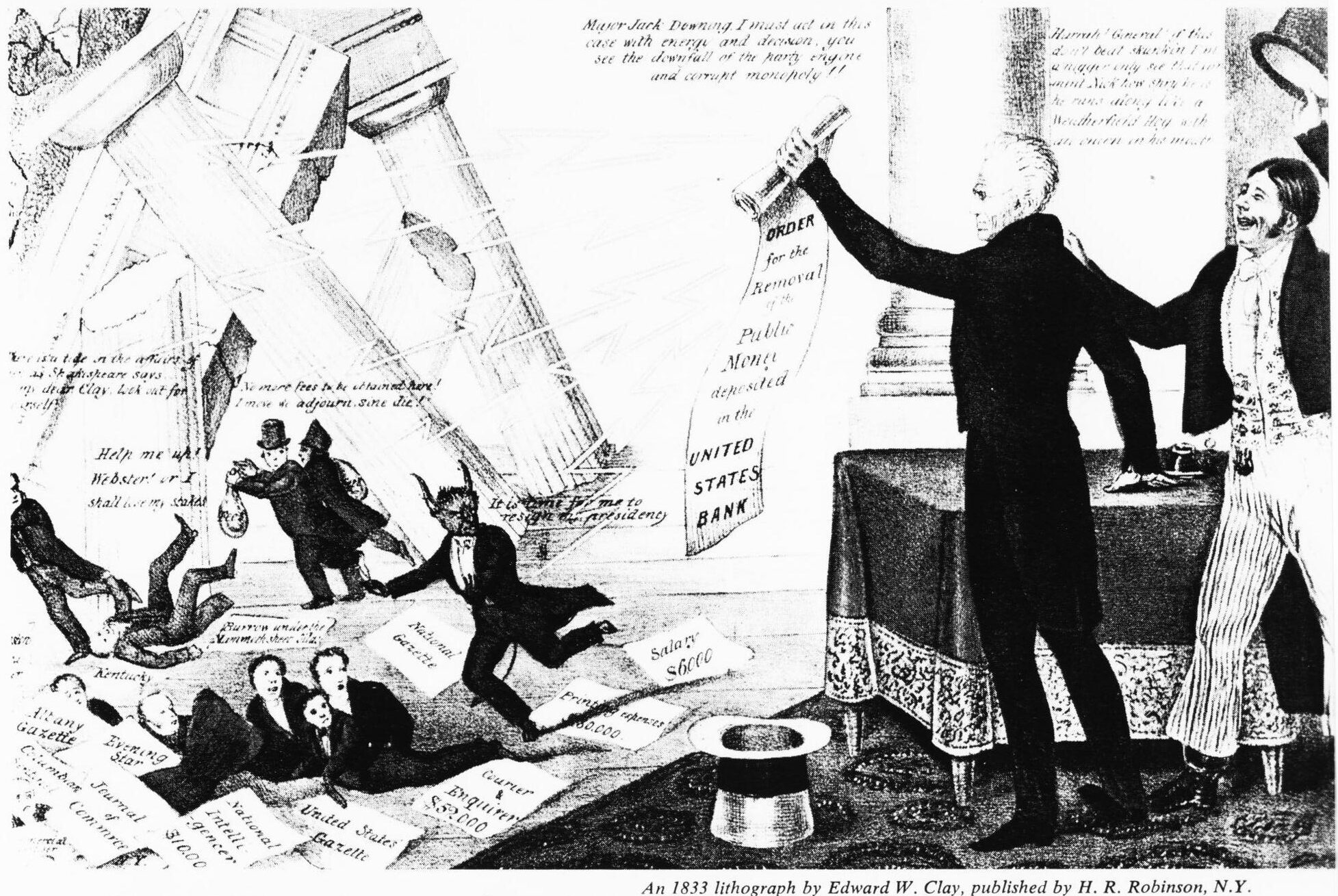
1833년 민주당 만화는 잭슨이 악마의 은행을 파괴하는 모습을 보여준다.

미국 제2은행("국립 은행")은 미영 전쟁으로 황폐해진 경제를 회복하기 위해 제임스 매디슨 대통령 하에 인가를 받았으며, 제임스 먼로 대통령은 1822년에 니콜라스 비들을 국립 은행의 책임자로 임명했다. 국립 은행은 여러 주에 지점을 운영했으며, 이 지점들에 상당한 자율성을 부여했다. 국립 은행의 업무에는 정부 자금 보관, 지폐 발행, 국고 유가증권 판매, 해외 거래 촉진, 기업 및 기타 은행에 대한 신용 제공이 포함되었다. 국립 은행은 또한 정부 발행 주화와 사설 발행 지폐로 구성된 통화 공급을 규제하는 데 중요한 역할을 했다. 국립 은행은 사설 지폐를 발행자에게 상환(주화로 교환)함으로써 국내의 지폐 공급을 제한했다. 잭슨이 취임할 때까지 국립 은행은 약 3,500만 달러의 자본을 보유하고 있었는데, 이는 미국 정부의 연간 지출의 두 배 이상이었다.
국립 은행은 1828년 선거에서 주요 쟁점이 아니었지만, 잭슨을 포함한 일부 사람들은 이 기관을 혐오했다. 잭슨은 국립 은행의 주식 대부분이 외국인이 소유하고 있으며, 이는 정치 시스템에 부당한 통제를 가한다고 주장했다. 잭슨은 그의 경력 초기에 은행에 대한 평생의 증오심을 키웠으며, 모든 지폐를 유통에서 제거하기를 원했다. 1830년 의회 연설에서 잭슨은 국립 은행의 폐지를 요구했다. 몇 년 전 싸움에도 불구하고 대통령의 강력한 지지자였던 토머스 하트 벤튼 상원의원은 은행을 강력히 비난하고 재인가에 대한 공개 토론을 요구하는 연설을 했지만, 대니얼 웹스터 상원의원이 결의안을 근소한 차이로 부결시키는 동의를 이끌었다. 잭슨 행정부와 화해를 모색하던 비들은 민주당원들을 국립 은행 지점 이사회에 임명하고 국채 상환을 가속화하기 위해 노력했다.
잭슨과 그의 많은 동맹자들이 국립 은행을 혐오했음에도 불구하고, 이튼과 새뮤얼 스미스 상원의원을 포함한 잭슨파 연합 내의 다른 이들은 그 기관을 지지했다. 일부 반대에도 불구하고, 잭슨은 비들과 비밀리에 협력하고 있던 그의 온건한 국립 은행 지지자 루이스 매클레인 재무장관이 1831년 후반에 제안한 계획을 지지했다. 매클레인의 계획은 국립 은행의 개혁된 버전을 재인가하여 자금을 확보하고, 부분적으로는 국립 은행의 정부 주식을 매각하는 것을 통해 이루어질 것이었다. 확보된 자금은 군사력 강화 또는 국가 부채 상환에 사용될 것이었다. 국립 은행에 대한 화해할 수 없는 반대자였던 로저 태니 법무장관의 반대에도 불구하고, 잭슨은 매클레인이 본질적으로 국립 은행의 재인가를 권고하는 재무부 보고서를 발표하도록 허용했다.
1832년 선거에서 국립은행을 주요 쟁점으로 삼기를 바라며, 클레이와 웹스터는 비들에게 행정부와의 타협을 기다리지 말고 즉시 재인가를 신청할 것을 촉구했다. 비들은 매클레인과 윌리엄 루이스 같은 온건 민주당원들로부터 잭슨이 재인가 법안에 거부권을 행사할 가능성이 높으므로 기다려야 한다는 반대 조언을 받았다. 1832년 1월, 비들은 매클레인이 제안한 개혁안 없이 국립은행 헌장 갱신을 의회에 제출했다. 1832년 5월, 수개월간의 의회 논쟁 끝에 비들은 국립은행을 재인가하지만 의회와 대통령에게 기관 통제에 대한 새로운 권한을 부여하고, 국립은행이 부동산을 소유하고 지점을 설립하는 능력을 제한하는 수정된 법안에 동의했다. 재인가 법안은 6월 11일 상원에서, 7월 3일 하원에서 통과되었다.

밴 뷰런이 7월 4일 잭슨을 만났을 때, 잭슨은 "밴 뷰런 씨, 은행이 나를 죽이려 하고 있습니다. 하지만 제가 그것을 죽일 것입니다."라고 선언했다. 잭슨은 7월 10일 공식적으로 법안에 거부권을 행사했다. 주로 태니, 켄달, 앤드루 잭슨 도넬슨이 작성한 그의 거부 메시지는 국립은행을 부유층만을 지지하는 불평등의 주범으로 공격했다. 그는 또한 국립은행의 헌장이 4년 더 만료되지 않을 것이므로, 다음 두 의회는 새로운 재인가 법안을 고려할 수 있을 것이라고 언급했다. 잭슨의 메시지는 레미니가 "거의 계급 전쟁을 촉구하는 것처럼 들린다"고 말한 날카로운 어조로 끝났다.
법률이...인위적인 구별을 더하여...부자를 더 부유하게 만들고 강자를 더 강력하게 만들려고 한다면, 겸손한 사회 구성원들, 즉 자신에게 그러한 혜택을 확보할 시간이나 수단이 없는 농부, 기술자, 노동자들은 정부의 불공정에 대해 불평할 권리가 있다.

잭슨의 적들은 거부권을 "평등주의자와 선동가의 바로 그 속어"라고 비난하며, 잭슨이 평민의 지지를 얻기 위해 계급 투쟁을 이용하고 있다고 주장했다. 휘그당 지도자 대니얼 웹스터는 상원 본회의에서 거부 메시지를 비난했다.
그것은 분명히 가난한 사람들을 부자들에 대항시키려 한다. 그것은 아무 이유 없이 전체 계층의 사람들을 공격하여, 다른 계층의 편견과 분노를 그들에게 돌리려는 목적을 가지고 있다. 그것은 그 어떤 주제도 사용하기에 너무 자극적이지 않고, 어떤 감정도 그 언급과 청탁에 너무 가연성이지 않은 국정 문서이다.

### 1832년 선거
1832년 선거를 앞두고, 건강이 좋지 않았던 잭슨이 재선에 도전할지 여부는 불확실했다. 그러나 잭슨은 1831년에 재선에 도전할 의사를 발표했다. 1832년 선거에서 민주당 부통령 후보로 마틴 밴 뷰런, 필립 P. 바버 판사, 루이스 매클레인 재무장관, 윌리엄 윌킨스 상원의원, 존 매클레인 연방 대법관, 심지어 존 캘훈까지 여러 인물이 고려되었다. 전국적인 공천에 합의하기 위해 민주당은 1832년 5월 첫 전국 전당대회를 개최했다. 밴 뷰런은 이튼 사건 이후 잭슨이 선호하는 러닝메이트로 떠올랐고, 전 국무장관은 1832년 민주당 전당대회 첫 투표에서 부통령 후보 지명을 받았다. 그해 말, 12월 28일, 캘훈은 미국 상원의원으로 선출된 후 부통령직에서 사임했다.
1832년 선거에서 잭슨은 반메이슨당과 국민공화당이라는 분열된 반대 세력과 맞붙게 되었다. 1827년 윌리엄 모건의 실종 및 살해 가능성 이후, 반메이슨당은 프리메이슨에 대한 반대를 자본화하여 부상했다. 1830년, 반메이슨당 회의는 최초의 전국 후보 지명 대회를 소집했고, 1831년 9월에 신생 정당은 메릴랜드의 윌리엄 워트가 이끄는 전국 후보를 지명했다. 1831년 12월, 국민공화당은 집회를 열고 헨리 클레이 시니어가 이끄는 후보를 지명했다. 클레이는 반메이슨당의 제안을 거부했고, 캘훈을 러닝메이트로 설득하려는 시도는 실패하여 잭슨에 대한 반대 세력이 여러 지도자들 사이에서 분열되게 만들었다. 부통령으로는 국민공화당이 존 서전트를 지명했는데, 그는 미국 제2은행과 체로키족 모두의 변호사로 활동했다.

1832년 선거 결과

국립 은행을 둘러싼 정치적 투쟁은 1832년 선거의 주요 쟁점으로 부상했지만, 관세와 특히 인디언 이주도 여러 주에서 중요한 쟁점이었다. 국민공화당은 또한 잭슨의 주장된 행정 독재에 초점을 맞추었다. 한 만화는 대통령을 "앤드루 1세 국왕"으로 묘사했다. 비들의 지시에 따라 국립 은행은 잭슨을 물리치기 위한 선거 운동에 수천 달러를 쏟아부었고, 이는 잭슨의 정치 과정 개입 주장을 더욱 확증하는 듯했다. 7월 21일, 클레이는 개인적으로 "선거 운동은 끝났고, 우리가 승리했다고 생각한다"고 말했다.
그러나 잭슨은 국립 은행 재인가 법안에 대한 자신의 거부권을 정부 독재에 맞선 평민의 방어로 성공적으로 묘사했다. 클레이는 잭슨의 인기와 민주당의 능숙한 선거 운동에 대적할 수 없었다. 잭슨은 압도적인 승리를 거두어 필요한 145표를 훨씬 넘는 219표의 선거인단 표를 얻었다. 잭슨은 전국적으로 54.2%의 득표율을 얻었으며, 이는 1828년 득표율보다 약간 감소한 수치였다. 잭슨은 켄터키와 메릴랜드 남쪽 주에서 88%의 득표율을 얻었지만, 조지아, 앨라배마, 미시시피에서는 클레이가 한 표도 얻지 못했다. 클레이는 37%의 득표율과 49명의 선거인단 표를 얻었고, 워트는 8%의 득표율과 7명의 선거인단 표를 얻었다. 사우스캐롤라이나 주의회는 주의 선거인단 표를 주권론자 존 플로이드에게 주었다. 잭슨의 대통령 선거 승리에도 불구하고, 그의 동맹자들은 상원 통제권을 잃었다.

### 예금 인출 및 비난
잭슨이 1832년 선거에서 승리했다는 것은 그가 1836년에 만료될 국립 은행 헌장의 연장에 거부권을 행사할 수 있다는 것을 의미했다. 그의 거부권에 대한 의회 재표결은 가능성이 낮았지만, 잭슨은 여전히 국립 은행이 폐지될 것임을 확실히 하고 싶었다. 그의 행정부는 국립 은행이 재정적으로 불안정한 기관이라는 공식적인 판단을 재무장관이 내리지 않는 한 국립 은행에서 연방 예금을 합법적으로 인출할 수 없었지만, 국립 은행은 분명히 지급 능력이 있었다. 1833년 1월, 무효화 위기가 최고조에 달했을 때, 제임스 K. 포크 하원의원은 국립 은행에서 연방 정부 예금을 인출하는 법안을 제출했지만, 이는 즉시 부결되었다. 1833년 3월 무효화 위기가 끝난 후, 잭슨은 자신의 내각 내에서도 일부 반대가 있었음에도 불구하고 국립 은행에 대한 공세를 재개했다. 1833년 중반 내내 잭슨은 국립 은행에서 연방 예금을 인출할 준비를 했고, 아모스 켄달을 여러 은행의 지도자들과 만나 연방 예금을 받을 의향이 있는지 확인하도록 보냈다.
잭슨은 윌리엄 듀안 재무장관에게 국립 은행에서 기존 연방 예금을 인출하라고 명령했지만, 듀안은 국립 은행에 대한 연방 정부 예금이 안전하지 않다는 판단을 내리기를 거부했다. 이에 잭슨은 듀안을 임시 임명으로 로저 토니로 교체했다. 토니와 잭슨은 국립 은행에서 기존 예금을 인출하는 대신, 정부가 미래 수입을 다른 곳에 예치하고, 국립 은행의 예금에서 모든 경비를 지불하는 새로운 정책을 추구했다. 잭슨 행정부는 정부 예금을 행정부 정책에 우호적인 다양한 주 은행에 예치했으며, 비판자들은 이 은행들을 "애완 은행"이라고 불렀다. 비들은 예금 인출에 대응하여 국립 은행의 준비금을 비축하고 신용을 축소하여 금리를 인상시켰다. 잭슨을 타협하도록 강제하려는 의도였지만, 이 조치는 역효과를 낳아 국립 은행에 대한 반감을 증가시켰다. 대량의 은행 예금 이전과 금리 인상은 1833년 말 금융 공황의 시작에 기여했다.
1833년 12월 의회가 다시 소집되자마자, 국립 은행에서의 예금 인출과 그에 따른 금융 공황에 대한 논란에 즉시 휘말렸다. 민주당원도 반잭슨파도 의회 양원을 완전히 통제하지 못했지만, 민주당은 하원에서 더 강력했고, 반잭슨파는 상원에서 더 강력했다. 클레이 상원의원은 연방 예금을 국립 은행에서 위헌적으로 인출한 것에 대해 잭슨을 비난하는 법안을 제출했고, 1834년 3월 상원은 26대 20으로 잭슨을 비난하기로 투표했다. 상원은 또한 태니를 재무장관으로 거부하여 잭슨이 다른 재무장관을 찾아야 했고, 그는 결국 인준된 리바이 우드버리를 지명했다.
제임스 K. 포크가 이끄는 하원은 1834년 4월 4일, 국립 은행이 "재인가되어서는 안 된다"고 선언했고, 예치금은 "복원되어서는 안 된다"고 선언했다. 하원은 또한 애완 은행들이 예치금 보관소 역할을 계속할 수 있도록 허용하기로 투표했으며, 국립 은행이 금융 공황을 고의로 조장했는지 조사하려고 했다. 1834년 중반까지 상대적으로 온화했던 공황은 끝났고, 잭슨의 반대자들은 국립 은행을 재인가하거나 잭슨의 예금 인출을 되돌리는 데 실패했다. 국립 은행의 연방 헌장은 1836년에 만료되었고, 비들의 기관은 펜실베이니아 헌장 하에 계속 기능했지만, 잭슨 행정부 초기에 가졌던 영향력을 결코 되찾지 못했다. 국립 은행의 연방 헌장 상실 이후, 뉴욕은 필라델피아 (국립 은행 본부)를 제치고 국가의 금융 수도가 되었다. 1837년 1월, 잭슨파가 상원에서 다수당이 되었을 때, 잭슨 지지자들의 수년간의 노력 끝에 비난 결의가 삭제되었다.

## 휘그당의 부상

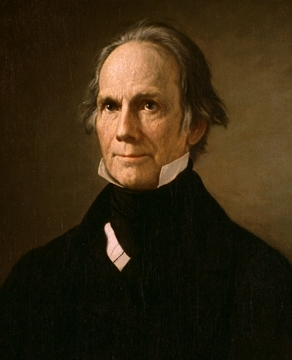
켄터키주의 헨리 클레이

잭슨의 대통령 임기 초에는 명확한 당파적 소속이 형성되지 않았다. 그는 북서부, 북동부, 남부에 지지자들이 있었고, 이들은 모두 다른 문제에 대해 다른 입장을 가지고 있었다. 무효화 위기는 1824년 이후 나타난 당파적 분열을 일시적으로 뒤섞었다. 잭슨파 연합 내의 많은 사람들이 그의 무력 위협에 반대했고, 대니얼 웹스터와 같은 일부 야당 지도자들은 이를 지지했다. 1833년 말 잭슨의 정부 예금 인출은 웹스터-잭슨 동맹의 가능성을 종식시키고 당파적 노선을 공고히 하는 데 도움이 되었다. 무효화 위기 동안 잭슨의 무력 위협과 밴 뷰런과의 동맹은 많은 남부 지도자들이 민주당을 떠나도록 동기를 부여했으며, 인디언 이주와 은행 전쟁에서 잭슨의 행동에 대한 반대는 북부의 많은 사람들의 반대를 불러일으켰다. 대통령의 "행정부 찬탈"을 공격하면서 잭슨에 반대하는 사람들은 휘그당으로 통합되었다. 휘그라는 명칭은 암묵적으로 "앤드루 왕"을 미국 혁명 당시 영국 군주였던 조지 3세와 비교했다.
클레이와 웹스터를 포함한 국민공화당원들이 휘그당의 핵심을 형성했지만, 뉴욕의 윌리엄 H. 수어드와 펜실베이니아의 새디어스 스티븐스와 같은 많은 반메이슨당원들도 합류했다. 전 법무장관 존 베리언, 노스캐롤라이나의 윌리 퍼슨 망검 상원의원, 버지니아의 존 타일러를 포함한 여러 저명한 민주당원들이 휘그당으로 넘어갔다. 심지어 전 전쟁장관이었던 존 이튼도 휘그당의 일원이 되었다. 1833년 12월부터 의회에서의 투표 행태는 당파적 소속에 의해 지배되기 시작했다. 1836년 대통령 선거 때까지 휘그당과 민주당은 전국적으로 주당을 설립했지만, 주별로 당세는 달랐고 디프사우스의 많은 잭슨 반대자들은 휘그당이라는 명칭을 피했다. 민주당은 당파성과 선거 운동을 공개적으로 수용했지만, 많은 휘그당원들은 새로운 정당 정치 체제를 마지못해 받아들였고, 전국 조직과 단합을 구축하는 데 민주당에 뒤처졌다. 민주당과 함께 휘그당은 1850년대까지 이어지는 제2 정당제의 두 주요 정당 중 하나였다. 캘훈의 무효화론자들은 어느 당에도 깔끔하게 속하지 않았고, 여러 시기에 두 주요 정당 모두와 동맹을 추구했다.

## 1837년 공황

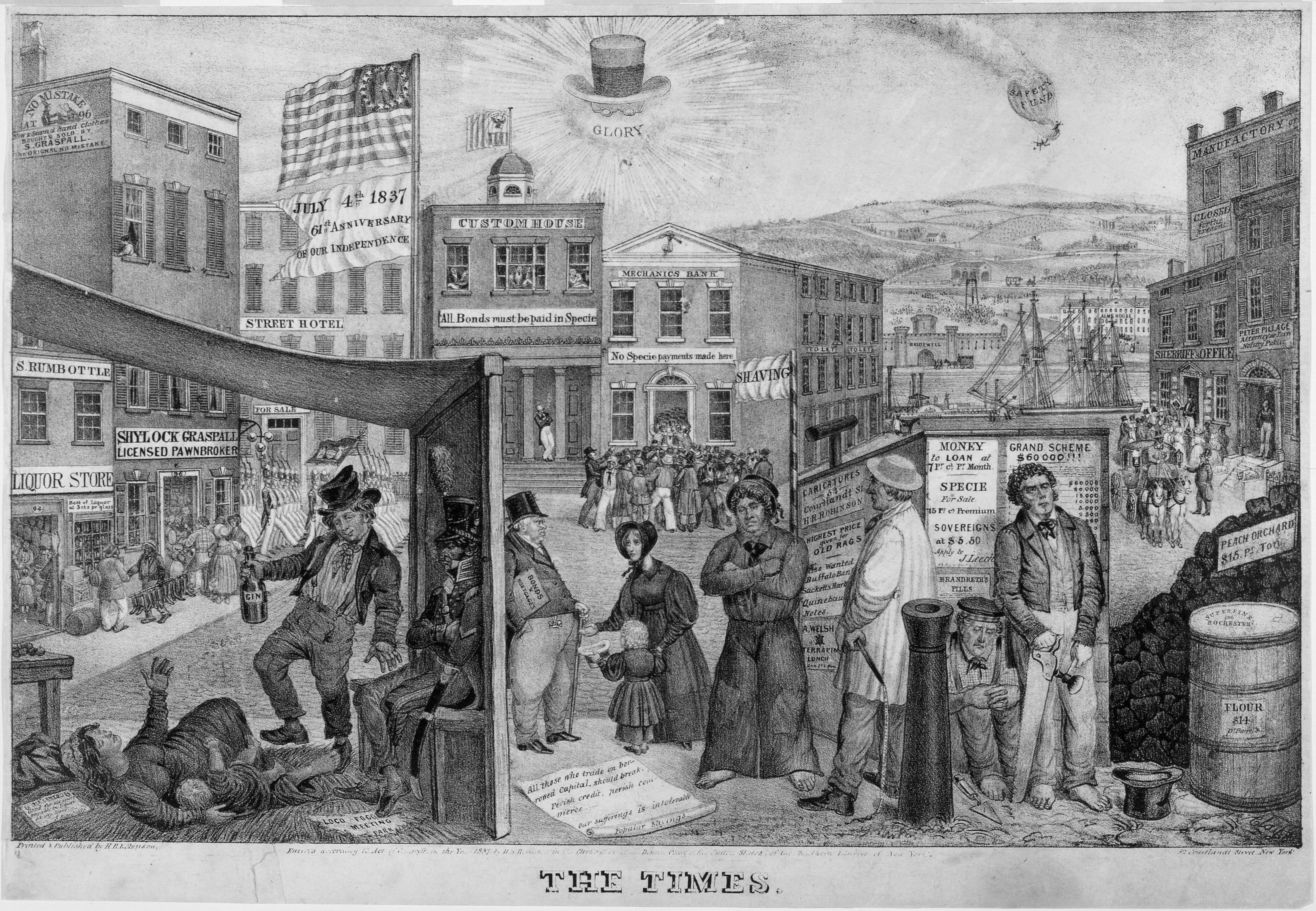
뉴욕 신문은 1837년 공황을 앤드루 잭슨의 탓으로 돌렸으며, 잭슨은 안경과 중절모를 쓰고 묘사되었다.

국가 경제는 1834년 중반 이후 주 은행들이 자유롭게 신용을 확대하면서 호황을 누렸다. 부분적으로는 경제 호황 덕분에 잭슨은 1835년 1월에 국가 부채를 전부 상환했는데, 이는 미국 역사상 유일한 경우였다. 은행 전쟁 이후, 잭슨은 의회에 애완 은행들을 규제하는 법안을 통과시켜 줄 것을 요청했다. 잭슨은 5달러 미만의 종이 지폐 발행을 제한하고, 은행들이 발행하는 지폐 가치의 4분의 1에 해당하는 화폐 (금 또는 은화)를 보유하도록 요구하고자 했다. 1835년 3월 의회 회기 말까지 이 제안에 대해 의회가 조치를 취하지 않자, 우드버리 재무장관은 애완 은행들에게 잭슨이 의회에 제안했던 것과 유사한 규제를 따르도록 강제했다.
금융 규제에 대한 논쟁은 연방 예산 흑자의 처분과 애완 은행 수 증가 제안에 대한 논쟁과 연결되었다. 1836년 6월, 의회는 애완 은행 수를 두 배로 늘리고, 잉여 연방 수입을 주에 분배하며, 잭슨이 제안한 은행 규제를 시행하는 법안을 통과시켰다. 잭슨은 주로 연방 수입 분배에 반대했기 때문에 이 법안에 거부권을 행사하는 것을 고려했지만, 결국 법으로 통과시키기로 결정했다. 애완 은행 수가 33개에서 81개로 증가하면서 정부 예금의 규제가 더욱 어려워졌고, 대출이 증가했다. 대출 증가는 토지 가격과 토지 판매의 급증에 기여했다. 미국 연방토지관리국은 1835년에 1,250만 에이커의 공공 토지를 판매했으며, 이는 1829년의 200만 에이커에 비해 크게 증가한 수치였다. 토지 투기를 억제하기 위해 잭슨은 정부 토지 구매자가 화폐 (금 또는 은화)로 지불하도록 요구하는 행정 명령인 화폐 지시령을 발표했다. 화폐 지시령은 종이 화폐 가치에 대한 대중의 신뢰를 약화시켰다. 의회는 잭슨의 정책을 철회하는 법안을 통과시켰지만, 잭슨은 임기 마지막 날에 그 법안에 거부권을 행사했다.
좋은 경제 상황은 1837년 공황의 시작과 함께 끝났다. 잭슨의 화폐 지시령은 투기를 줄이고 경제를 안정시키기 위해 고안되었지만, 많은 투자자들이 금과 은으로 대출금을 갚을 수 없게 만들었다. 같은 해 영국 경제가 침체되면서 미국의 해외 투자가 감소했다. 그 결과 미국 경제는 불황에 빠졌고, 은행들은 파산했으며, 국가 부채가 증가하고, 기업 파산이 늘고, 면화 가격이 폭락하며, 실업률이 극적으로 증가했다. 뒤이은 불황은 경제가 회복되기 시작한 1841년까지 지속되었다.

## 기타 국내 문제

### 내부 개선
잭슨이 취임하기 전 몇 년 동안, 내부 개선 (도로 및 운하와 같은)을 건설하거나 개선하기 위해 연방 자금을 사용하는 아이디어가 점점 더 인기를 얻었다. 잭슨은 연방 자금으로 지원되는 인프라 프로젝트에 대한 애덤스의 지지에 반대하는 선거 운동을 벌였지만, 일부 주권 지지자들과 달리 잭슨은 그러한 프로젝트가 국방에 도움이 되거나 국가 경제를 개선하는 한 헌법에 합치된다고 믿었다. 국가 도로는 잭슨의 대통령 임기 동안 작업된 주요 인프라 프로젝트 중 하나였으며, 그의 임기 동안 국가 도로는 오하이오에서 일리노이까지 확장되었다. 1830년 5월, 하원은 내치즈 트레이스와 렉싱턴을 통해 국가 도로를 연결할 메이즈빌 도로를 건설하는 법안을 통과시켰다. 밴 뷰런의 강력한 지지를 받아 잭슨은 이 법안에 거부권을 행사하며, 이 프로젝트가 연방 정부가 개입하기에는 너무 지역적이라고 주장했다. 잭슨은 또한 인프라에 대한 정부 지출이 비용이 많이 들고 국가 부채 상환 목표를 위협할 것이라고 경고했다. 이 거부권은 주권론을 지지하는 존 랜돌프와 같은 친주권 "구 공화당원"들 사이에서 잭슨의 지지를 강화했지만, 내부 개선을 지지하는 일부 잭슨파들을 분노하게 했다.
메이즈빌 도로 거부권에도 불구하고, 잭슨의 대통령 재임 기간 동안 인프라 프로젝트에 대한 연방 자금 지원은 실질적으로 증가하여 이전 모든 행정부를 합친 것보다 더 많은 총액에 달했다. 경제 호황과 높은 수준의 연방 수입 덕분에 잭슨 행정부는 인프라 프로젝트에 대한 지출이 증가했음에도 불구하고 국가 부채를 상환할 수 있었다.

### 미국 탐사 원정대

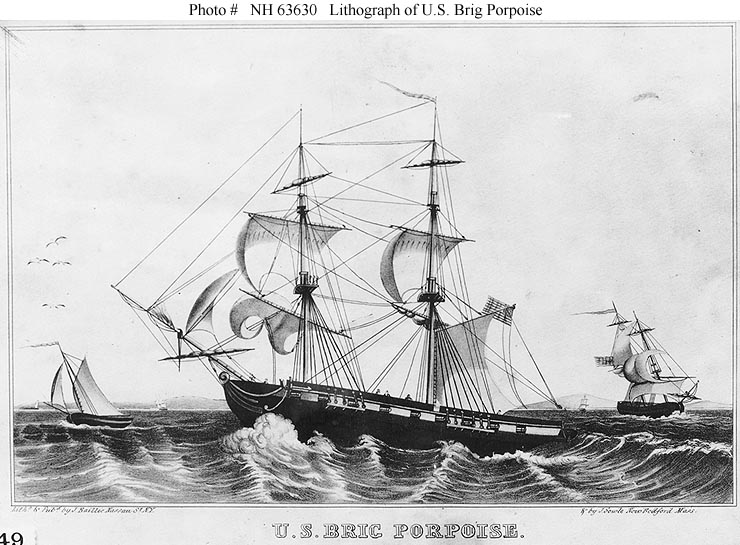
, 1835년에 건조되어 1836년 5월에 진수된 브릭 함선; 미국 탐사 원정대에 사용됨

잭슨은 초기 임기 동안 연방의 탐사 과학 탐험에 반대했다. 잭슨의 전임자 애덤스 대통령은 1828년에 해양 과학 탐사를 시작하려고 했지만, 의회는 자금 지원을 꺼렸다. 잭슨이 1829년에 취임했을 때, 그는 애덤스의 탐험 계획을 무시했다. 그러나 루이스 클라크 탐험을 후원했던 제퍼슨과 유사한 대통령 유산을 확립하기를 원했던 잭슨은 그의 두 번째 임기 동안 과학 탐사를 지원하기로 결정했다. 1836년 5월 18일, 잭슨은 해양 미국 탐사 원정대를 창설하고 자금을 지원하는 법률에 서명했다. 잭슨은 말론 디커슨 해군장관에게 탐사 계획을 맡겼지만, 디커슨은 그 임무에 부적합하다고 판명되었고, 탐사는 1838년까지 시작되지 않았다. 나중에 탐사에 사용된 브릭 함선 USS 포포이즈는 1836년 5월 디커슨 장관에 의해 임무를 받고 세계를 일주하며 남극해를 탐험하고 지도화하여 남극 대륙의 존재를 확인했다.

### 저작권
1831년 2월 3일, 잭슨은 1831년 저작권법에 서명했으며, 이 법은 네 가지 주요 조항을 포함했다.
1. 원본 저작권 기간을 14년에서 28년으로 연장하고, 추가로 14년 동안 저작권을 갱신할 수 있는 옵션 제공
2. 법적으로 보호되는 저작물 목록에 음악 저작물 추가 (다만 이 보호는 인쇄물 형태의 저작물 복제에만 해당되었으며, 공개 공연권은 나중에 인정됨)
3. 저작권 소송의 소멸 시효를 1년에서 2년으로 연장
4. 저작권 형식 요건 변경.[225]

### 행정 개혁
잭슨은 행정부에서 여러 개혁을 주도했다. 아모스 켄달 우정청장은 우정청을 재편하고 1836년 우정청법 통과를 성공적으로 추진하여 우정청을 행정부 부서로 만들었다. 이선 앨런 브라운 국장 아래 연방토지관리국은 공공 토지에 대한 증가하는 수요를 수용하기 위해 재편되고 확장되었다. 미국특허청도 헨리 리비트 엘스워스의 지도 아래 재편되고 확장되었다. 국무부를 두 부서로 나누어 달라는 요청이 거부된 후 잭슨은 국무부를 8개 국으로 나누었다. 잭슨은 또한 인디언 이주 및 원주민 관련 기타 정책을 조정한 인디언 사무국의 설립을 주재했다. 1837년 사법부법에 서명함으로써 잭슨은 순회 법원을 여러 서부 주에 확장하는 데 일조했다.

### 연방에 편입된 주
잭슨의 대통령 임기 동안 두 개의 새로운 주가 연방에 편입되었다. 아칸소주 (1836년 6월 15일)와 미시간주 (1837년 1월 26일). 두 주 모두 의회에서 민주당의 권력을 강화했고 1836년 밴 뷰런에게 투표했다.

## 외교

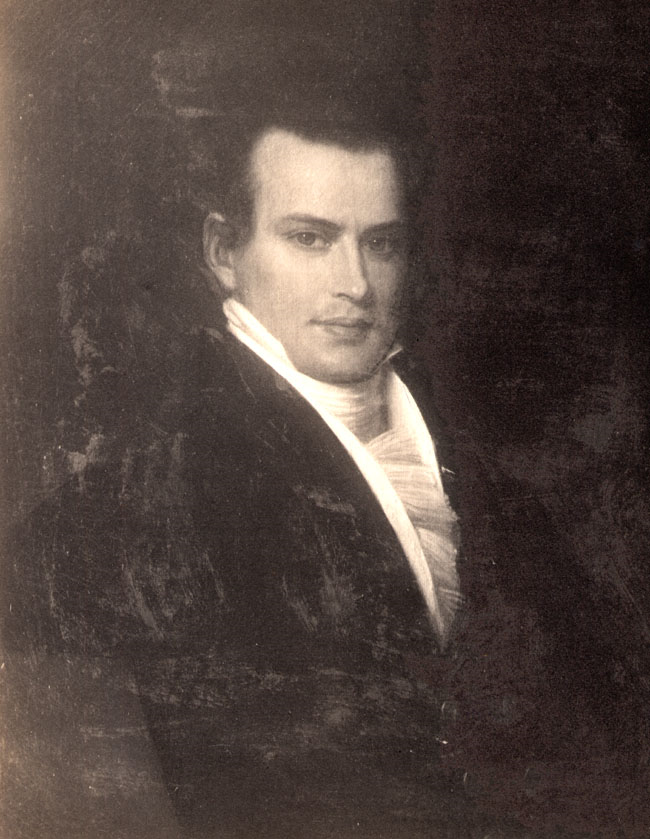
잭슨의 프랑스 대사 윌리엄 캐블 리브스는 나폴레옹이 끼친 피해에 대해 프랑스가 미국에 빚진 금액을 성공적으로 협상했다.

### 약탈 및 상업 조약
잭슨 시대의 외교는 1835년 이전까지는 대체로 평온했다. 그의 행정부의 외교 정책은 미국 상업을 위한 무역 기회 확대에 초점을 맞추었다. 잭슨 행정부는 영국과 무역 협정을 협상하여 영국령 서인도 제도와 더 캐나다스를 미국 수출에 개방했지만, 영국 정부는 미국 선박이 서인도 캐리 트레이드에 참여하는 것을 허용하지 않았다. 이전 대통령들이 추구했던 영국과의 협정은 잭슨에게 중요한 외교 정책 성공을 의미했다. 국무부는 또한 러시아, 스페인, 오스만 제국, 시암과 정기적인 무역 협정을 협상했다. 미국 수출 (주로 면화)은 75% 증가했고, 수입은 250% 증가했다. 잭슨은 해군에 대한 자금 지원을 늘리고 이를 포클랜드 제도와 수마트라섬과 같은 멀리 떨어진 지역에서 미국의 상업적 이익을 보호하는 데 사용했다. 조나단 골드스타인에 따르면, 잭슨 행정부는 아시아와의 수출입 기회를 적극적으로 홍보한 최초의 행정부였다. 리바이 우드버리 해군장관, 에드먼드 로버츠 외교관, 그리고 여러 해군 제독들이 주도했다. 해군은 미국 상선에 대한 공격을 처벌하기 위해 수마트라와 피지 제도에 해병대를 상륙시켰다. 해군은 위험한 태평양 지역을 지도화했다. 국무부는 미국 무역을 보호하기 위한 조약을 체결하기 위해 로버츠를 파견했다.
두 번째 주요 외교 정책의 중점은 약탈 청구 해결이었다. 가장 심각한 위기는 나폴레옹이 20년 전에 끼친 피해에 대해 프랑스가 빚진 것이었다. 프랑스는 빚을 갚기로 동의했지만, 지불을 계속 연기했다. 잭슨은 전쟁적인 제스처를 취했지만, 국내 정치적 반대자들은 그의 호전성을 비웃었다. 잭슨의 프랑스 대사 윌리엄 캐블 리브스는 마침내 1836년에 2천5백만 프랑 (약 500만 달러)을 받아냈다. 국무부는 또한 덴마크, 포르투갈, 스페인과의 소규모 약탈 청구도 해결했다.

### 텍사스 공화국 승인
잭슨은 애덤스가 애덤스-오니스 조약에서 합법적인 미국 영토를 헐값에 팔아넘겼다고 믿었으며, 미국을 서쪽으로 확장하고자 했다. 그는 멕시코 주 코아우일라이테하스주를 매입하려는 애덤스의 정책을 계속했지만, 멕시코는 계속해서 거부했다. 독립 후 멕시코는 미국인 정착민들을 개발이 덜 된 그 지방으로 초대했고, 1821년부터 1835년 사이에 3만 5천 명의 미국인 정착민들이 그 주로 이주했다. 대부분의 정착민들은 미국 남부 출신이었고, 이들 중 상당수는 노예를 데려왔다. 1830년, 이 주가 사실상 미국의 확장판이 될 것을 우려하여 멕시코는 코아우일라이테하스로의 이민을 금지했다. 멕시코 통치 하에서 미국인 정착민들은 점점 더 불만을 갖게 되었다.
1835년, 텍사스에 거주하던 미국인 정착민들은 현지 테하노들과 함께 멕시코에 대항하여 독립 전쟁을 벌였다. 스티븐 오스틴 텍사스 지도자는 잭슨에게 미국의 군사 개입을 요청하는 편지를 보냈지만, 미국은 이 분쟁에서 중립을 유지했다. 1836년 5월까지 텍사스인들은 멕시코 군대를 격퇴하고 독립적인 텍사스 공화국을 세웠다. 새로운 텍사스 정부는 잭슨 대통령으로부터의 인정과 미국으로의 합병을 모색했다. 미국의 반노예제 세력은 텍사스에 노예제가 존재한다는 이유로 합병에 강력히 반대했다. 잭슨은 텍사스 신생 공화국이 멕시코로부터 독립을 유지할 것이라는 확신이 없었기 때문에 텍사스를 인정하기를 꺼려했고, 1836년 선거에서 텍사스 문제가 반노예제 쟁점이 되는 것을 원치 않았다. 1836년 선거 이후 잭슨은 텍사스 공화국을 공식적으로 인정하고 알세 루이스 라 브랜치를 임시대리대사로 지명했다.

## 공격 및 암살 시도

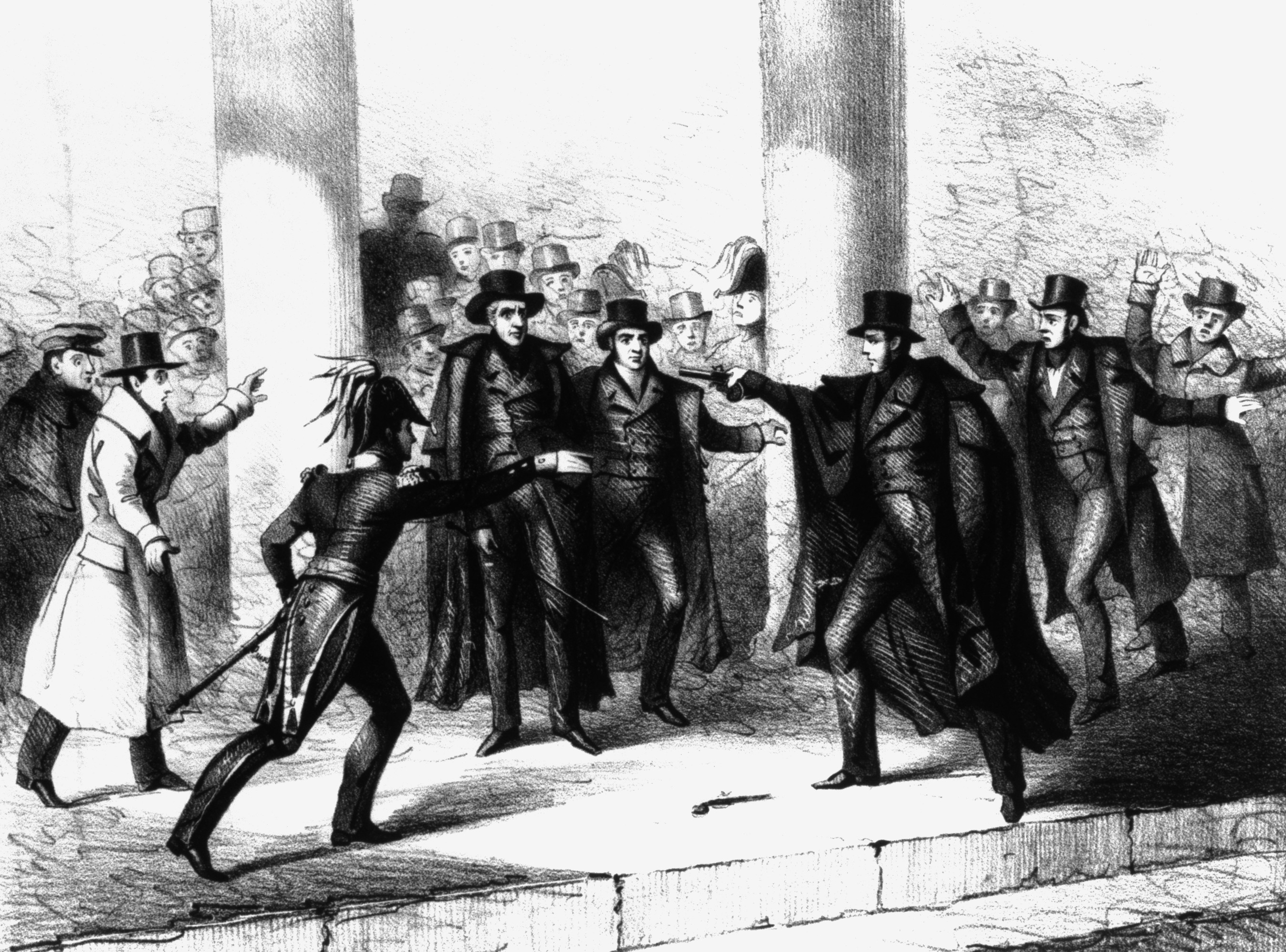
리처드 로렌스의 잭슨 암살 시도, 1835년 에칭으로 묘사

1835년 1월 30일, 재임 중인 대통령을 살해하려는 첫 번째 시도가 미국 국회의사당 바로 밖에서 발생했다. 잭슨이 장례식 후 동쪽 주랑을 통해 떠나고 있을 때, 영국 출신의 실업자 페인트공 리처드 로렌스가 잭슨에게 권총을 겨누었으나 오발되었다. 로렌스는 두 번째 권총을 꺼냈지만, 이 역시 오발되었는데, 이는 습한 날씨 때문일 수도 있었다. 잭슨은 격분하여 지팡이로 로렌스를 공격했고, 현장에 있던 다른 사람들이 로렌스를 제압하고 무장 해제시켰다. 로렌스는 자신이 폐위된 영국 왕이며 잭슨이 자신의 서기라고 말했다. 그는 정신 이상으로 판명되어 수용되었다. 잭슨은 처음에는 여러 정치적 적들이 자신의 암살 시도를 조작했을 것이라고 의심했지만, 그의 의심은 결코 증명되지 않았다.

## 1836년 대통령 선거

1836년 선거인단 투표 결과

잭슨은 1836년에 세 번째 임기를 추구하는 것을 거절하고, 대신 자신의 후계자인 밴 뷰런 부통령을 지지했다. 잭슨의 지지를 받아 밴 뷰런은 민주당 전당대회에서 반대 없이 대통령 후보 지명을 받았다. 켄터키의 리처드 멘터 존슨 하원의원과 전 버지니아 상원의원 윌리엄 캐블 리브스 모두 부통령 후보로 지명되었다. 남부 민주당원들과 밴 뷰런은 리브스를 강력히 선호했지만, 잭슨은 존슨을 강력히 선호했다. 다시 한번 잭슨의 상당한 영향력이 우세하여 존슨은 뉴욕 상원의원 사일러스 라이트가 참석하지 않은 테네시 대표단의 15표를 비대리인 에드워드 러커에게 던지도록 설득한 후 필요한 3분의 2 득표를 얻었다.
1836년 선거에서 밴 뷰런의 경쟁자들은 새로 창설된 휘그당의 세 명의 당원이었는데, 이들은 여전히 잭슨의 은행 전쟁에 대한 상호 반대로 묶인 느슨한 연합이었다. 휘그당은 선거를 하원으로 보내어 각 주 대표단이 한 표를 가지고 휘그당이 승리할 가능성을 높이는 희망으로 여러 지역 후보를 내세웠다. 테네시의 휴 로슨 화이트 상원의원은 남부에서 주요 휘그당 후보로 떠올랐다. 화이트는 강제 법안, 은행 전쟁에서의 잭슨의 행동, 그리고 남부에서의 밴 뷰런의 비인기에 반대하며 출마했다. 티피카누 전투에서의 역할로 전국적인 명성을 얻은 윌리엄 헨리 해리슨은 북부에서 주요 휘그당 후보로 자리 잡았지만, 대니얼 웹스터 또한 일부 북부 휘그당원의 지지를 받았다.
밴 뷰런은 총 764,198표의 일반 투표 (총 50.9%)와 170명의 선거인단 투표를 얻어 선거에서 승리했다. 해리슨은 73명의 선거인단 투표로 휘그당을 이끌었고, 화이트는 26명, 웹스터는 14명을 얻었다. 윌리 퍼슨 망검은 사우스캐롤라이나주의 11명의 선거인단 투표를 얻었으며, 이는 주 의회에 의해 부여되었다. 밴 뷰런의 승리는 그의 매력적인 정치적, 개인적 자질, 잭슨의 인기와 지지, 민주당의 조직력, 그리고 휘그당이 효과적인 후보와 선거 운동을 동원하지 못한 것의 결합으로 이루어졌다.

## 역사적 평가

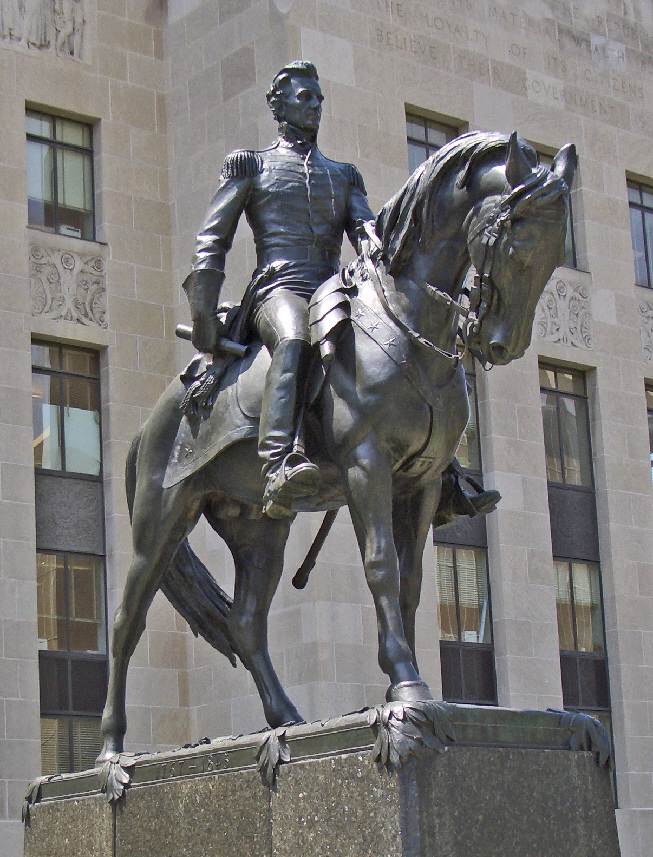
캔자스시티 (미주리주) 잭슨 카운티 법원 앞 기마상 형태의 잭슨 장군 동상. 해리 S. 트루먼 판사가 의뢰함.

잭슨은 미국 역사상 가장 많이 연구되고 논란이 많은 인물 중 한 명으로 남아 있다. 역사학자 찰스 그리어 셀러스는 "앤드루 잭슨의 능숙한 성격만으로도 그는 미국 역사상 가장 논란이 많은 인물 중 한 명으로 충분했다"고 말한다. 잭슨의 유산에 대한 보편적인 합의는 결코 없었다. "그의 반대자들은 항상 가장 쓰디쓴 적이었고, 그의 친구들은 거의 그의 숭배자들이었다." 그는 항상 많은 친구와 적을 가진 맹렬한 당파주의자였다. 그는 평민의 옹호자로 칭송받았지만, 인디언과 아프리카계 미국인에 대한 대우와 다른 문제들로 비판받았다. 초기 전기 작가 제임스 파튼에 따르면:
내가 이해하기로는 앤드루 잭슨은 애국자이자 반역자였다. 그는 가장 위대한 장군 중 한 명이었지만, 전쟁 기술에 전혀 무지했다. 뛰어난 작가, 우아하고 웅변적이었지만, 올바른 문장을 구성하거나 네 음절 단어의 철자를 쓸 수 없었다. 가장 뛰어난 정치인이었지만, 그는 어떤 정책도 고안하거나 구상한 적이 없었다. 그는 가장 솔직한 사람이었지만, 가장 심오한 위선도 가능했다. 가장 법을 무시하는 법을 준수하는 시민. 규율에 엄격했지만, 상사를 불복종하는 것을 망설인 적이 없었다. 민주적 독재자. 세련된 야만인. 잔혹한 성자.

20세기에는 많은 숭배자들이 잭슨에 대해 글을 썼다. 아서 M. 슐레징거의 『잭슨 시대』(1945)는 잭슨을 불평등과 상류층의 폭정에 맞서 싸우는 민중의 인물로 묘사한다. 1970년대부터 1980년대까지 로버트 레미니는 잭슨의 세 권짜리 전기를 출간하고 이어서 한 권짜리 축약본을 출간했다. 레미니는 잭슨에 대해 대체로 호의적인 묘사를 한다. 그는 잭슨 민주주의가 "작동 가능한 범위 내에서 민주주의 개념을 최대한 확장한다... 따라서 그것은 19세기와 20세기 미국 역사에서 포퓰리즘, 진보주의, 뉴딜과 페어딜, 그리고 뉴프런티어와 위대한 사회의 프로그램과 같은 많은 역동적이고 극적인 사건들을 영감했다"고 주장한다. 레미니에게 잭슨은 "새로운 미국인의 구현체이다... 이 새로운 사람은 더 이상 영국인이 아니었다. 그는 더 이상 꼬리를 묶고 비단 바지를 입지 않았다. 그는 바지를 입었고, 영국식 악센트로 말하는 것을 멈추었다." 그러나 리처드 호프스태터와 브레이 해먼드와 같은 다른 20세기 작가들은 잭슨을 부자에게 이롭고 가난한 사람들을 억압하는 자유방임주의 자본주의의 옹호자로 묘사한다.
브랜즈는 잭슨의 명성이 20세기 중반 이후 인디언과 아프리카계 미국인에 대한 그의 행동이 새로운 주목을 받으면서 하락했다고 지적한다. 미국의 흑인 민권 운동 이후, 브랜즈는 "그의 회개하지 않는 노예 소유는 그를 칭찬하기보다는 비난받아야 할 인물로 낙인찍었다"고 썼다. 더 나아가, "21세기 초에 이르러서는 미국 학생들이 잭슨에 대해 배우는 유일한 것이 그가 눈물의 길의 장본인이었다는 말은 과장이 아니었다." 주로 1970년대부터 잭슨은 그의 인디언 이주 정책으로 인해 역사학자들로부터 날카로운 공격을 받았다. 하워드 진은 그를 "초기 미국 역사상 인디언의 가장 공격적인 적"이자 "인디언 말살자"라고 불렀다. 대조적으로, 레미니는 잭슨의 정책이 없었다면 남부 부족들은 다른 부족들, 즉 야마시족, 마히칸족, 내러갠셋족처럼 완전히 전멸했을 것이라고 주장한다.
일부 비판에도 불구하고, 잭슨의 공직 수행은 역사학자와 정치 과학자들의 여론 조사에서 대체로 높게 평가되어 왔다. C-SPAN의 역사학자 여론 조사에서 그의 순위는 2009년 13위에서 2017년 18위로 떨어졌다. 일부는 이러한 하락을 도널드 트럼프 대통령이 잭슨의 공식 초상화를 오벌 오피스에 걸어두는 등 잭슨에게 자주 찬사를 보낸 것과 연결시킨다. 미국정치학회 대통령 및 행정 정치 부문에서 2018년 실시한 여론 조사에서는 잭슨을 15번째로 훌륭한 대통령으로 평가했다.

## 내용주
1. 1 2  부통령 캘훈은 사임했다. 이는 1967년 미국 수정 헌법 제25조가 채택되기 전이므로, 부통령직의 공석은 다음 선거와 취임식까지 채워지지 않았다.
2. ↑  휴 로슨 화이트, 상원 임시 의장은 1832년 12월 28일부터 1833년 3월 4일까지 미국 대통령 계승순위에서 1순위였다.[171]

### 인용 문헌
- Bates, Christopher G. (2015). 《The Early Republic and Antebellum America: An Encyclopedia of Social, Political, Cultural, and Economic History》. New York: Routledge. ISBN 9781317457404.
- Boller, Paul F. Jr. (2004). 《Presidential Campaigns: From George Washington to George W. Bush》. New York: Oxford University Press. ISBN 0-19516-716-3.
- Brands, H. W. (2005). 《Andrew Jackson: His Life and Times》. New York: Knopf Doubleday Publishing Group. ISBN 1-4000-3072-2.
- Cole, Donald B. (1993). 《The Presidency of Andrew Jackson》. University Press of Kansas. ISBN 0-7006-0600-9.
- Ellis, Richard E. (1974).  Woodward, C. Vann, 편집. 《Responses of the Presidents to Charges of Misconduct》. New York: Delacorte Press. 61–68쪽. ISBN 0-440-05923-2.
- Herring, George C. (2008). 《From Colony to Superpower: U.S. Foreign Relations since 1776》. Oxford University Press. ISBN 9780199723430.
- Howe, Daniel Walker (2007). 《What Hath God Wrought: the Transformation of America, 1815–1848》. Oxford, NY: Oxford University Press. ISBN 978-0-19-507894-7.
- Jackson, Andrew (1926).  Bassett, John Spencer; Jameson, J. Franklin, 편집. 《The Correspondence of Andrew Jackson》 5. Washington, D.C.: Carnegie Institute of Washington. 7 volumes total.
- Latner, Richard B. (2002). 〈Andrew Jackson〉.   Graff, Henry. 《The Presidents: A Reference History》 3판. New York: Charles Scribner's Sons. ISBN 978-0-684-31226-2. OCLC 49029341.
- Marszalek, John F. (2000) [1997]. 《The Petticoat Affair: Manners, Mutiny, and Sex in Andrew Jackson's White House》. Baton Rouge, LA: LSU Press. ISBN 0-8071-2634-9.
- Meacham, Jon (2008). 《American Lion: Andrew Jackson in the White House》. New York: Random House Publishing Group. ISBN 978-0-8129-7346-4.
- Mills, William J. (2003). 《Exploring Polar Frontiers: A Historical Encyclopedia》 1. Santa Barbara, CA: ABC-CLIO, Inc. ISBN 1-57607-422-6.
- Niven, John (1988). 《John C. Calhoun and the Price of Union: A Biography》. Baton Rouge, LA: LSU Press. ISBN 978-0-8071-1858-0.
- Ogg, Frederic Austin (1919). 《The Reign of Andrew Jackson; Vol. 20, Chronicles of America Series》. New Haven, CT: Yale University Press.
- Olson, James Stuart (2002).  Robert L. Shadle, 편집. 《Encyclopedia of the Industrial Revolution in America》. Westport, CT: Greenwood Press. ISBN 0-313-30830-6.
- Parton, James (1860a). 《Life of Andrew Jackson, Volume 1》. New York: Mason Brothers. ISBN 9780598848871.
- Prucha, Francis Paul (1969). 《Andrew Jackson's Indian policy: a reassessment》. 《Journal of American History》 56. 527–539쪽. doi:10.2307/1904204. JSTOR 1904204.
- Remini, Robert V. (1981). 《Andrew Jackson and the Course of American Freedom, 1822–1832》. New York: Harper & Row Publishers, Inc. ISBN 978-0-8018-5913-7.
- Remini, Robert V. (1984). 《Andrew Jackson and the Course of American Democracy, 1833–1845》. New York: Harper & Row Publishers, Inc. ISBN 0-8018-5913-1.
- Remini, Robert V. (1988). 《The Life of Andrew Jackson》. New York: Harper & Row Publishers, Inc. ISBN 0-0618-0788-5. Abridgment of Remini's 3-volume biography.
- Rorabaugh, W.J.; Critchlow, Donald T.; Baker, Paula C. (2004). 《America's Promise: A Concise History of the United States》. Lanham, MD: Rowman & Littlefield. ISBN 0-7425-1189-8.
- Rutland, Robert Allen (1995). 《The Democrats: From Jefferson to Clinton》. Columbia, MO: University of Missouri Press. ISBN 0-8262-1034-1.
- Sabato, Larry; O'Connor, Karen (2002). 《American Government: Continuity and Change》. New York: Pearson Longman. ISBN 978-0-321-31711-7.
- Schwartz, Bernard (1993). 《A History of the Supreme Court》. New York: Oxford University Press. ISBN 978-0195-09387-2.
- Sellers, Charles Grier Jr. (1958). 《Andrew Jackson versus the Historians》. 《Mississippi Valley Historical Review》 44. 615–634쪽. doi:10.2307/1886599. JSTOR 1886599.
- Wilentz, Sean (2005). 《Andrew Jackson》. New York: Henry Holt and Company. ISBN 0-8050-6925-9.
- Wilentz, Sean (2006). 《The Rise of American Democracy: Jefferson to Lincoln》. New York: W.W. Norton & Company, Inc. ISBN 0-393-05820-4.
- Zinn, Howard (1980). 〈7: As Long As Grass Grows or Water Runs〉. 《A People's History of the United States》. Abingdon-on-Thames, UK: Routledge Taylor and Francis Group.

## 추가 자료
- Adams, Sean Patrick, ed. A Companion to the Era of Andrew Jackson (2013). table of contents 597pp; topical essays by scholars
- Cheathem, Mark R. and Terry Corps, eds. Historical Dictionary of the Jacksonian Era and Manifest Destiny (2nd ed. 2016), 544pp
- Meaccham, Jon. American Lion: Andrew Jackson in the White House (2008) online book review
- Nester, William. The Age of Jackson and the Art of American Power, 1815–1848 (2013).
- Remini, Robert V. The Life of Andrew Jackson (1988), short version of 3 volume biography. online book review
  - Remini, Robert V. Andrew Jackson: The Course of American Freedom, 1822-1832 (Volume 2, 1998) online book review
  - Remini, Robert V. Andrew Jackson: The Course of American Democracy (Vol 3. 1984) online book review

### 전문 연구
- "Andrew Jackson." Dictionary of American Biography (1936) Online
- Belohlavek, John M. " 'Let the Eagle Soar!': Democratic Constraints on the Foreign Policy of Andrew Jackson." Presidential Studies Quarterly 10.1 (1980): 36–50. online
- Belohlavek, John M.  'Let the Eagle Soar!' The Foreign Policy of Andrew Jackson (University of Nebraska Press, 1985)
- Bolt, William K. Tariff Wars and the Politics of Jacksonian America (2017) covers 1816 to 1861. PhD dissertation version
- Bugg, James L. Jr. (1952). 《Jacksonian Democracy: Myth or Reality?》. New York: Holt, Rinehart and Winston. Short essays.
- Campbell, Stephen W. "Funding the Bank War: Nicholas Biddle and the public relations campaign to recharter the second bank of the U.S., 1828–1832" American Nineteenth Century History (2016) 17#3 pp 273–299.
- Cheathem,  Mark R. Andrew Jackson, Southerner (2016).
- Cheathem,  Mark R. Andrew Jackson and the Rise of the Democratic Party (2018).
- Cole, Donald B. Vindicating Andrew Jackson: The 1828 Election and the Rise of the Two-Party System (2010)
- Garrison, Tim Allen (2002). 《The Legal Ideology of Removal: The Southern Judiciary and the Sovereignty of Native American Nations》. Athens, GA: University of Georgia Press. ISBN 0-8203-3417-0.
- Goldstein, Jonathan. "For Gold, Glory and Knowledge: The Andrew Jackson Administration and the Orient, 1829–1837." International Journal of Maritime History 13.2 (2001): 137–163
- Hammond, Bray. "Andrew Jackson's Battle with the 'Money Power'" American Heritage (June 1956) 7#4 online
- Hofstadter, Richard (1948). 《The American Political Tradition》. Chapter on AJ.
- Holzer, Harold. The Presidents Vs. the Press: The Endless Battle Between the White House and the Media—from the Founding Fathers to Fake News (Dutton, 2020) pp 51–68.  online
- Howe, Daniel Walker. What Hath God Wrought: The Transformation of America, 1815–1848 (The Oxford History of the United States) (Oxford University Press, 2007),  904 pp.
- Inskeep, Steve. Jacksonland: President Andrew Jackson, Cherokee Chief John Ross, and a Great American Land Grab (2015)
- Kahan, Paul. The Bank War: Andrew Jackson, Nicholas Biddle, and the Fight for American Finance (2015) ISBN 978-1594162343
- Opal, J. M.  "General Jackson's Passports: Natural Rights and Sovereign Citizens in the Political Thought of
- Andrew Jackson, 1780s–1820s" Studies in American Political Development (2013) 27#2 pp 69–85.
- Parsons, Lynn Hudson.  The Birth of Modern Politics: Andrew Jackson, John Quincy Adams, and the Election of 1828 (Oxford University Press, 2009).
- Opal, J. M. "Andrew Jackson and US Foreign Relations." Oxford Research Encyclopedia of American History (2018).
- Thomas, Robert Charles. "Andrew Jackson Versus France American Policy toward France, 1834–36." Tennessee Historical Quarterly 35.1 (1976): 51–64. online
- White, Leonard D. The Jacksonians: A Study in Administrative History 1829–1861 (1965) how cabinet & executive agencies were reorganized and operated  online free

### 역사 서술
- Adams, Sean Patrick, 편집. (2013). 《A Companion to the Era of Andrew Jackson》. John Wiley & Sons.
- Cave, Alfred A. (1964). 《Jacksonian Democracy and the Historians》. Gainesville, FL: University of Florida Press.
  - Cave, Alfred A. "The Jacksonian movement in American historiography" (PhD, U Florida, 1961) online free; 258pp; bibliog pp 240–58
- Cheathem, Mark R. (2011). 《Andrew Jackson, Slavery, and Historians》 (PDF). 《History Compass》 9. 326–338쪽. doi:10.1111/j.1478-0542.2011.00763.x.
- Curtis, James C. (1976). 《Andrew Jackson and the Search for Vindication》. Boston: Little, Brown and Co. ISBN 9780673393340.
- McKnight, Brian D. and James S. Humphreys, eds. The Age of Andrew Jackson (2011) seven essays by scholars on historiographical themes

### 1차 사료
- The Papers of Andrew Jackson Edited first by Sam B. Smith and Harriet Chappell Owsley, and now by Dan Feller, Sam B. Smith, Harriet Fason Chappell Owsley, and Harold D. Moser. (10 vols. 1980 to date, U of Tennessee) online, coverage to 1832.
  - Searchable digital edition online
- Richardson, James D. ed. A Compilation of the Messages and Papers of the Presidents (1897), reprints his major messages and reports.
- Library of Congress. "Andrew Jackson Papers", a digital archive that provides direct access to the manuscript images of many of the Jackson documents. online